# Danh sách trò chơi GameCube

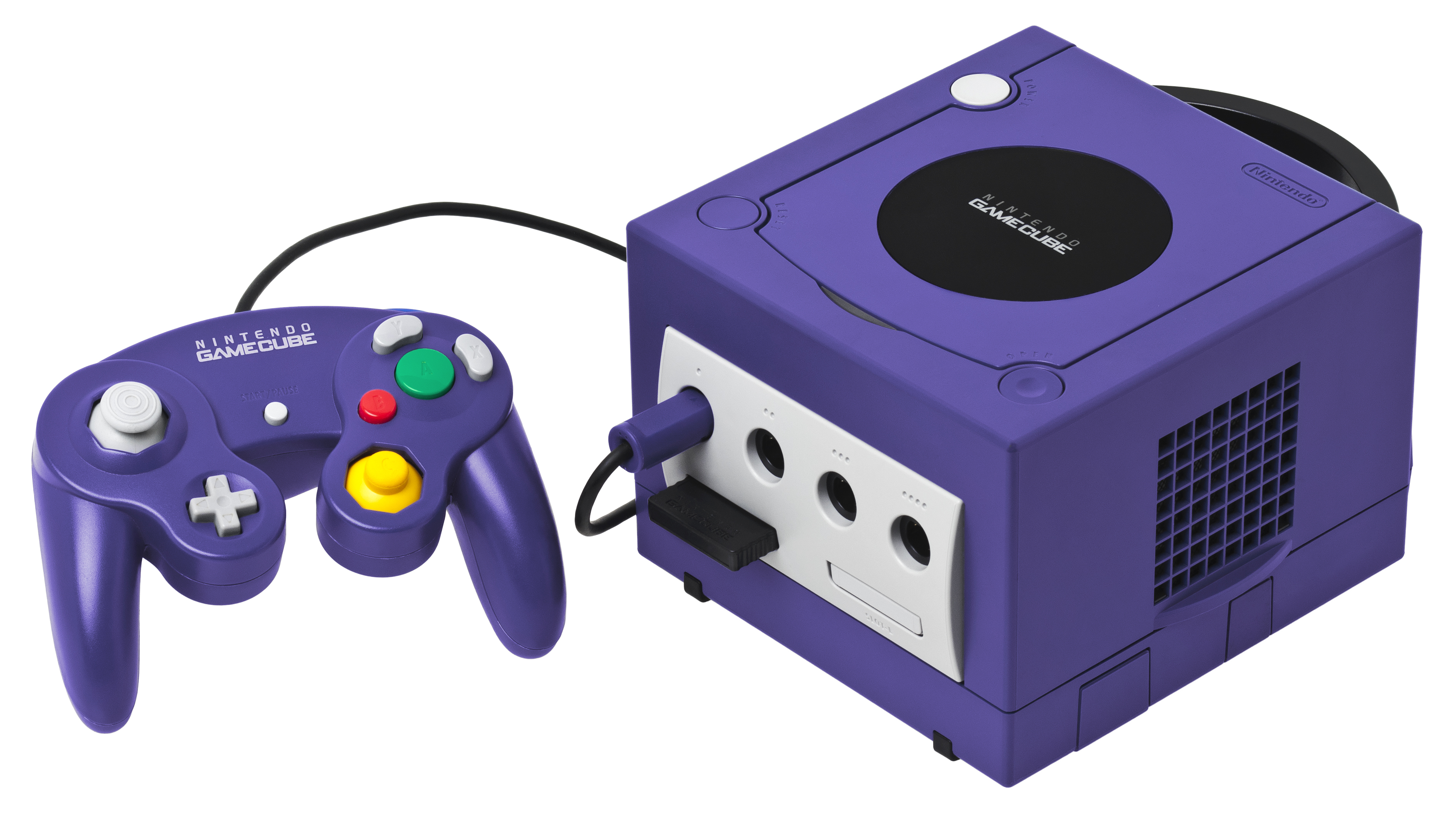
Máy GameCube và bộ tay cầm điều khiển (Màu chàm)

GameCube là máy chơi trò chơi điện tử tại gia thứ tư của Nintendo, được phát hành trong thế hệ thứ sáu. Kế thừa Nintendo 64, và được ra mắt lần đầu tại Nhật Bản vào ngày 14 tháng 9 năm 2001, sau đó là ở Bắc Mỹ vào ngày 18 tháng 11 năm 2001 và Châu Âu vào ngày 3 tháng 5 năm 2002. Kế nhiệm GameCube là Wii, được phát hành lần đầu tiên tại Bắc Mỹ vào ngày 19 tháng 11 năm 2006 và tương thích ngược với các trò chơi GameCube, thẻ nhớ và bộ tay cầm điều khiển. Các mẫu RVL-101 và RVL-201 sau này sẽ không có tính năng tương thích ngược.

## Trò chơi
Có 654 trò chơi trong danh sách này. Được sắp xếp theo thứ tự bảng chữ cái theo tiêu đề tiếng Anh được bản địa hóa của trò chơi, hoặc theo phiên âm rōmaji cho các trò chơi độc quyền ở Nhật Bản. Đối với danh sách theo thứ tự thời gian, hãy sắp xếp theo các cột ngày phát hành.
| Vùng         | Mô tả                                                                                                   |
| ------------ | --- |
| Europe / PAL | Phát hành theo định dạng của vùng PAL. Các lãnh thổ bao gồm Châu Âu, Úc, New Zealand và một phần Châu Á |
| Nhật Bản     | Phát hành theo định dạng của vùng (NTSC-J) của Nhật Bản                                                 |
| Bắc mỹ       | Các lãnh thổ thuộc Bắc Mỹ và những vùng NTSC bên ngoài Nhật Bản                                         |

| 1080° Avalanche                                                                             | Nintendo                                          | Nintendo                                                                           | 2003-11-28PAL    | 28 tháng 11 năm 2003                           | 22 tháng 1 năm 2004  | 1 tháng 12 năm 2003  |
| 18 Wheeler: American Pro Trucker                                                            | Acclaim Studios Cheltenham                        | Acclaim Entertainment                                                              | 2002-02-18NA     | 31 tháng 5 năm 2002                            | 12 tháng 9 năm 2002  | 18 tháng 2 năm 2002  |
| 2002 FIFA World Cup                                                                         | TOSE                                              | EA SportsNA,PAL, Electronic Arts VictorJP                                          | 2002-04-30NA     | 3 tháng 5 năm 2002                             | 2 tháng 5 năm 2002   | 30 tháng 4 năm 2002  |
| 2006 FIFA World Cup •FIFA World Cup: Germany 2006                                           | EA Canada                                         | EA Sports                                                                          | 2006-04-24NA     | 28 tháng 4 năm 2006                            | 18 tháng 5 năm 2006  | 24 tháng 4 năm 2006  |
| 4x4 EVO 2                                                                                   | Terminal Reality                                  | Vivendi Universal Games                                                            | 2002-10-29NA     | Không phát hành                                | Không phát hành      | 29 tháng 9 năm 2002  |
| The Adventures of Jimmy Neutron Boy Genius: Attack of the Twonkies                          | THQ                                               | THQ                                                                                | 2004-10-13NA     | 11 tháng 2 năm 2005                            | Không phát hành      | 13 tháng 9 năm 2004  |
| The Adventures of Jimmy Neutron Boy Genius: Jet Fusion                                      | Krome Studios                                     | THQ                                                                                | 2003-10-16NA     | 21 tháng 11 năm 2003                           | Không phát hành      | 16 tháng 9 năm 2003  |
| Aggressive Inline                                                                           | Underground Development                           | AKA Acclaim                                                                        | 2002-07-31NA     | 6 tháng 9 năm 2002                             | Không phát hành      | 31 tháng 7 năm 2002  |
| Alien Hominid                                                                               | The Behemoth                                      | O3 Entertainment                                                                   | 2004-11-23NA     | Không phát hành                                | Không phát hành      | 23 tháng 11 năm 2004 |
| All-Star Baseball 2002                                                                      | Acclaim Studios Austin                            | Acclaim Sports                                                                     | 2001-11-18NA     | Không phát hành                                | Không phát hành      | 18 tháng 11 năm 2001 |
| All-Star Baseball 2003                                                                      | Acclaim Studios Austin                            | Acclaim Sports                                                                     | 2002-02-25NA     | Không phát hành                                | 8 tháng 8 năm 2002   | 25 tháng 2 năm 2002  |
| All-Star Baseball 2004                                                                      | Acclaim Studios Austin                            | Acclaim Sports                                                                     | 2003-02-23NA     | Không phát hành                                | Không phát hành      | 23 tháng 2 năm 2003  |
| Amazing Island                                                                              | Ancient                                           | Sega                                                                               | 2004-01-15JP     | Không phát hành                                | 15 tháng 1 năm 2004  | 25 tháng 8 năm 2004  |
| American Chopper 2: Full Throttle                                                           | Creat Studios                                     | Activision                                                                         | 2005-11-29NA     | Không phát hành                                | Không phát hành      | 29 tháng 11 năm 2005 |
| Animal Crossing                                                                             | Nintendo EAD                                      | Nintendo                                                                           | 2001-12-14JP     | 24 tháng 9 năm 2004                            | 14 tháng 12 năm 2001 | 15 tháng 9 năm 2002  |
| Animaniacs: The Great Edgar Hunt                                                            | Warthog Games                                     | Ignition Entertainment                                                             | 2005-05-27PAL    | 27 tháng 5 năm 2005                            | Không phát hành      | 18 tháng 9 năm 2005  |
| The Ant Bully                                                                               | Artificial Mind and Movement                      | Midway Games                                                                       | 2006-07-24NA     | Không phát hành                                | Không phát hành      | 24 tháng 7 năm 2006  |
| Aquaman: Battle for Atlantis                                                                | Lucky Chicken Games                               | TDK Mediactive                                                                     | 2003-07-23NA     | Không phát hành                                | Không phát hành      | 23 tháng 7 năm 2003  |
| Army Men: Air Combat - The Elite Missions                                                   | Wide Games                                        | The 3DO Company                                                                    | 2003-03-25NA     | Không phát hành                                | Không phát hành      | 25 tháng 3 năm 2003  |
| Army Men RTS: Real Time Strategy                                                            | Pandemic Studios                                  | The 3DO Company                                                                    | 2004-11-02NA     | Không phát hành                                | Không phát hành      | 2 tháng 11 năm 2004  |
| Army Men: Sarge's War                                                                       | The 3DO Company                                   | Global Star Software                                                               | 2004-08-21NA     | Không phát hành                                | Không phát hành      | 21 tháng 8 năm 2004  |
| Asterix & Obelix XXLPAL                                                                     | Étranges Libellules                               | Atari Europe                                                                       | 2004-06-18PAL    | 18 tháng 6 năm 2004                            | Không phát hành      | Không phát hành      |
| ATV: Quad Power Racing 2                                                                    | Climax Group                                      | AKA Acclaim                                                                        | 2003-01-22NA     | 28 tháng 2 năm 2003                            | Không phát hành      | 22 tháng 1 năm 2003  |
| Auto Modellista                                                                             | Capcom                                            | Capcom                                                                             | 2003-07-03JP     | Không phát hành                                | 3 tháng 7 năm 2003   | 30 tháng 9 năm 2003  |
| Avatar: The Last Airbender •Avatar: The Legend of AangPAL                                   | THQ                                               | THQ                                                                                | 2006-10-10NA     | 9 tháng 2 năm 2007                             | Không phát hành      | 10 tháng 10 năm 2006 |
| Backyard Baseball                                                                           | Humongous Entertainment                           | Infogrames                                                                         | 2003-03-31NA     | Không phát hành                                | Không phát hành      | 31 tháng 3 năm 2003  |
| Backyard Baseball 2007                                                                      | GameBrains                                        | Atari                                                                              | 2006-04-03NA     | Không phát hành                                | Không phát hành      | 3 tháng 4 năm 2006   |
| Backyard Football                                                                           | Humongous Entertainment                           | Infogrames                                                                         | 2002-10-10NA     | Không phát hành                                | Không phát hành      | 10 tháng 10 năm 2002 |
| Bad Boys: Miami Takedown •Bad Boys IIPAL                                                    | Blitz Games                                       | Crave Entertainment, Empire Interactive                                            | 2004-09-14NA     | 15 tháng 10 năm 2004                           | Không phát hành      | 14 tháng 9 năm 2004  |
| Baldur's Gate: Dark Alliance                                                                | Snowblind Studios, High Voltage Software          | Interplay Entertainment                                                            | 2002-11-18NA     | 25 tháng 4 năm 2003                            | Không phát hành      | 18 tháng 11 năm 2002 |
| Barnyard                                                                                    | Blue Tongue Entertainment                         | THQ                                                                                | 2006-08-01NA     | 13 tháng 10 năm 2006                           | Không phát hành      | 1 tháng 8 năm 2006   |
| The Baseball 2003                                                                           | Konami                                            | Konami                                                                             | 2003-03-20JP     | Không phát hành                                | 20 tháng 3 năm 2003  | Không phát hành      |
| Baten Kaitos: Eternal Wings and the Lost Ocean                                              | tri-Crescendo, Monolith Soft                      | Namco, Nintendo                                                                    | 2003-12-05JP     | 1 tháng 4 năm 2005                             | 5 tháng 12 năm 2003  | 16 tháng 11 năm 2004 |
| Baten Kaitos Origins                                                                        | tri-Crescendo, Monolith Soft                      | Nintendo                                                                           | 2006-02-23JP     | Không phát hành                                | 23 tháng 2 năm 2006  | 25 tháng 9 năm 2006  |
| Batman Begins                                                                               | Eurocom                                           | Electronic Arts                                                                    | 2005-06-14NA     | 17 tháng 6 năm 2005                            | Không phát hành      | 14 tháng 6 năm 2005  |
| Batman: Vengeance                                                                           | Ubisoft Montreal                                  | Ubisoft                                                                            | 2001-11-18NA     | 3 tháng 5 năm 2002                             | Không phát hành      | 18 tháng 11 năm 2001 |
| Batman: Dark Tomorrow                                                                       | HotGen                                            | Kemco                                                                              | 2003-03-21JP     | 11 tháng 4 năm 2003                            | 21 tháng 3 năm 2003  | 25 tháng 3 năm 2003  |
| Batman: Rise of Sin Tzu                                                                     | Ubisoft Montreal                                  | Ubisoft                                                                            | 2003-11-11NA     | 5 tháng 12 năm 2003                            | Không phát hành      | 11 tháng 11 năm 2003 |
| Battalion Wars                                                                              | Kuju Entertainment                                | Nintendo                                                                           | 2005-09-19NA     | 9 tháng 12 năm 2005EU 16 tháng 2 năm 2006AUS   | 27 tháng 10 năm 2005 | 19 tháng 9 năm 2005  |
| Battle Stadium D.O.N                                                                        | Eighting, Q Entertainment                         | Namco Bandai Games                                                                 | 2006-07-20JP     | Không phát hành                                | 20 tháng 7 năm 2006  | Không phát hành      |
| Beach Spikers                                                                               | Sega-AM2                                          | Sega                                                                               | 2002-07-19JP     | 27 tháng 9 năm 2002                            | 19 tháng 7 năm 2002  | 12 tháng 8 năm 2002  |
| Beyblade VForce: Super Tournament Battle                                                    | A.I                                               | Takara (Japan) Atari (Overseas)                                                    | 2002-12-19JP     | 28 tháng 11 năm 2003                           | 19 tháng 12 năm 2002 | 23 tháng 9 năm 2003  |
| Beyond Good & Evil                                                                          | Ubisoft Montpellier Ubisoft Milan                 | Ubisoft                                                                            | 2003-12-11NA     | 27 tháng 2 năm 2004                            | Không phát hành      | 11 tháng 12 năm 2003 |
| Big Air Freestyle                                                                           | Paradigm Entertainment                            | Infogrames                                                                         | 2002-09-13NA     | 8 tháng 11 năm 2002                            | Không phát hành      | 13 tháng 9 năm 2002  |
| Big Mutha Truckers                                                                          | Eutechnyx                                         | Empire Interactive, THQ                                                            | 2003-08-16NA     | 5 tháng 9 năm 2003                             | Không phát hành      | 16 tháng 8 năm 2003  |
| Billy Hatcher and the Giant Egg                                                             | Sonic Team                                        | Sega                                                                               | 2003-09-23NA     | 31 tháng 10 năm 2003                           | 9 tháng 10 năm 2003  | 23 tháng 9 năm 2003  |
| Bionicle                                                                                    | Argonaut Games                                    | Electronic Arts Lego Interactive                                                   | 2003-10-20NA     | 31 tháng 10 năm 2003                           | Không phát hành      | 20 tháng 10 năm 2003 |
| Bionicle Heroes                                                                             | Traveller's Tales                                 | Eidos Interactive                                                                  | 2006-11-14NA     | Không phát hành                                | Không phát hành      | 14 tháng 11 năm 2006 |
| Black & Bruised                                                                             | Digital Fiction                                   | Majesco Entertainment Vivendi Universal Games (Europe)                             | 2003-01-26NA     | 27 tháng 6 năm 2003                            | Không phát hành      | 26 tháng 1 năm 2003  |
| Bleach GC: Tasogare Ni Mamieru Shinigami                                                    | Sega                                              | Sega                                                                               | 2005-12-08JP     | Không phát hành                                | 8 tháng 12 năm 2005  | Không phát hành      |
| Blood Omen 2                                                                                | Crystal Dynamics                                  | Eidos Interactive                                                                  | 2002-12-09NA     | 24 tháng 1 năm 2003                            | Không phát hành      | 9 tháng 12 năm 2002  |
| BloodRayne                                                                                  | Terminal Reality                                  | Majesco Entertainment, Vivendi Universal Games                                     | 2002-10-15NA     | 23 tháng 5 năm 2003                            | Không phát hành      | 15 tháng 10 năm 2002 |
| Bloody Roar: Primal Fury                                                                    | Eighting                                          | Activision, Hudson Soft                                                            | 2002-03-18NA     | 3 tháng 5 năm 2002                             | 25 tháng 4 năm 2002  | 18 tháng 3 năm 2002  |
| BlowOut                                                                                     | Pipe Dream Interactive                            | Majesco Entertainment                                                              | 2003-11-26NA     | Không phát hành                                | Không phát hành      | 26 tháng 11 năm 2003 |
| BMX XXX                                                                                     | Z-Axis                                            | AKA Acclaim                                                                        | 2002-11-24NA     | 7 tháng 2 năm 2003                             | Không phát hành      | 24 tháng 11 năm 2002 |
| Bobobo-bo Bo-bobo Dassutsu! Hajike Royale                                                   | Hudson Soft                                       | Hudson Soft                                                                        | 2005-03-18JP     | Không phát hành                                | 18 tháng 3 năm 2005  | Không phát hành      |
| Bomberman Generation                                                                        | Hudson Soft                                       | Hudson Soft Majesco Entertainment (North America) Vivendi Universal Games (Europe) | 2002-06-03NA     | 6 tháng 12 năm 2002                            | 27 tháng 6 năm 2002  | 3 tháng 6 năm 2002   |
| Bomberman Jetters                                                                           | Hudson Soft                                       | Hudson Soft Majesco Entertainment (North America)                                  | 2002-12-19JP     | Không phát hành                                | 19 tháng 12 năm 2002 | 10 tháng 3 năm 2004  |
| Bomberman Land 2                                                                            | Racjin                                            | Hudson Soft                                                                        | 2003-07-31JP     | Không phát hành                                | 31 tháng 7 năm 2003  | Không phát hành      |
| Bratz: Forever Diamondz                                                                     | Blitz Games                                       | THQ                                                                                | 2006-09-18NA     | 3 tháng 11 năm 2006                            | Không phát hành      | 18 tháng 9 năm 2006  |
| Bratz: Rock Angelz                                                                          | Blitz Games                                       | THQ                                                                                | 2005-10-05NA     | 14 tháng 10 năm 2005                           | Không phát hành      | 5 tháng 10 năm 2005  |
| Buffy the Vampire Slayer: Chaos Bleeds                                                      | Eurocom Entertainment Software                    | Vivendi Universal Games                                                            | 2003-08-28NA     | 24 tháng 10 năm 2003                           | Không phát hành      | 28 tháng 8 năm 2003  |
| Burnout                                                                                     | Criterion Games                                   | Acclaim Entertainment                                                              | 2002-04-29NA     | 3 tháng 5 năm 2002                             | Không phát hành      | 29 tháng 4 năm 2002  |
| Burnout 2: Point of Impact                                                                  | Criterion Games                                   | Acclaim Entertainment                                                              | 2003-04-09NA     | 9 tháng 5 năm 2003                             | Không phát hành      | 9 tháng 4 năm 2003   |
| Bust-a-Move 3000 •Super Bust-a-Move All-StarsPAL                                            | Taito Corporation                                 | Taito Corporation Ubisoft (NA/EU)                                                  | 2003-02-12NA     | 5 tháng 9 năm 2003                             | 27 tháng 2 năm 2003  | 12 tháng 2 năm 2003  |
| Butt-Ugly Martians: Zoom or DoomPAL                                                         | Runecraft                                         | Vivendi Universal Publishing                                                       | 2003-05-10PAL    | 10 tháng 5 năm 2003                            | Không phát hành      | Không phát hành      |
| Cabela's Big Game Hunter 2005 Adventures                                                    | Magic Wand Productions                            | Activision                                                                         | 2004-12-09NA     | Không phát hành                                | Không phát hành      | 9 tháng 12 năm 2004  |
| Cabela's Dangerous Hunts 2                                                                  | FUN Labs                                          | Activision                                                                         | 2005-11-16NA     | Không phát hành                                | Không phát hành      | 16 tháng 11 năm 2005 |
| Cabela's Outdoor Adventures                                                                 | Magic Wand Productions                            | Activision                                                                         | 2005-09-13NA     | Không phát hành                                | Không phát hành      | 13 tháng 9 năm 2005  |
| Call of Duty 2: Big Red One                                                                 | Treyarch                                          | Activision                                                                         | 2005-11-01NA     | 18 tháng 11 năm 2005                           | Không phát hành      | 1 tháng 11 năm 2005  |
| Call of Duty: Finest Hour                                                                   | Exakt Entertainment                               | Activision                                                                         | 2004-11-16NA     | 26 tháng 11 năm 2004                           | Không phát hành      | 16 tháng 11 năm 2004 |
| Capcom vs. SNK 2 EO •Capcom vs. SNK 2 EO: Millionaire Fighting 2001JP,PAL                   | Capcom                                            | Capcom                                                                             | 2002-07-04JP     | 30 tháng 8 năm 2002                            | 4 tháng 7 năm 2002   | 23 tháng 9 năm 2002  |
| Captain Tsubasa: Ōgon Sedai no Chōsen                                                       | Konami                                            | Konami                                                                             | 2002-09-12JP     | Không phát hành                                | 12 tháng 9 năm 2002  | Không phát hành      |
| Carmen Sandiego: The Secret of the Stolen Drums                                             | Artificial Mind and Movement                      | BAM! Entertainment                                                                 | 2004-03-05PAL    | 5 tháng 3 năm 2004                             | Không phát hành      | 13 tháng 9 năm 2004  |
| Cars                                                                                        | Rainbow Studios                                   | THQ                                                                                | 2006-07-06NA     | 14 tháng 7 năm 2006                            | 6 tháng 7 năm 2006   | 6 tháng 6 năm 2006   |
| Casper: Spirit Dimensions                                                                   | Lucky Chicken Games                               | TDK Mediactive                                                                     | 2002-10-15NA     | 14 tháng 2 năm 2003                            | Không phát hành      | 15 tháng 10 năm 2002 |
| Catwoman                                                                                    | Argonaut Games                                    | EA Games                                                                           | 2004-07-20NA     | 6 tháng 8 năm 2004                             | Không phát hành      | 20 tháng 7 năm 2004  |
| Cel Damage                                                                                  | Pseudo Interactive                                | EA Games                                                                           | 2002-01-07NA     | 3 tháng 5 năm 2002                             | Không phát hành      | 7 tháng 1 năm 2002   |
| Chaos Field                                                                                 | Milestone                                         | O3 EntertainmentNA, SegaJP                                                         | 2005-02-24JP     | Không phát hành                                | 24 tháng 2 năm 2005  | 20 tháng 12 năm 2005 |
| Charinko Hero                                                                               | Banpresto                                         | Banpresto                                                                          | 2003-07-17JP     | Không phát hành                                | 17 tháng 7 năm 2003  | Không phát hành      |
| Charlie and the Chocolate Factory                                                           | High Voltage Software, Backbone Entertainment     | Global Star Software                                                               | 2005-07-11NA     | 22 tháng 7 năm 2005                            | Không phát hành      | 11 tháng 7 năm 2005  |
| Charlie's Angels                                                                            | Neko Entertainment                                | Ubisoft                                                                            | 2003-07-09NA     | 18 tháng 7 năm 2003                            | Không phát hành      | 9 tháng 7 năm 2003   |
| Chibi-Robo!                                                                                 | Skip Ltd.                                         | Nintendo                                                                           | 2005-06-23JP     | 26 tháng 5 năm 2006                            | 23 tháng 6 năm 2005  | 6 tháng 2 năm 2006   |
| Chicken Little                                                                              | Avalanche Software                                | Buena Vista Games, D3 PublisherJP                                                  | 2005-10-20NA     | 10 tháng 2 năm 2006                            | 15 tháng 12 năm 2005 | 20 tháng 10 năm 2005 |
| The Chronicles of Narnia: The Lion, the Witch and the Wardrobe                              | Traveller's Tales                                 | Buena Vista Games                                                                  | 2005-11-14NA     | 31 tháng 3 năm 2006                            | Không phát hành      | 14 tháng 11 năm 2005 |
| City Racer                                                                                  | Ubisoft Bucharest                                 | Ubisoft                                                                            | 2003-04-29NA     | Không phát hành                                | Không phát hành      | 29 tháng 4 năm 2003  |
| Cocoto FunfairPAL                                                                           | Neko Entertainment                                | BigBen Interactive                                                                 | 2006-04-07PAL    | 7 tháng 4 năm 2006                             | Không phát hành      | Không phát hành      |
| Cocoto Kart RacerPAL                                                                        | Neko Entertainment                                | BigBen Interactive                                                                 | 2005-04-22PAL    | 22 tháng 4 năm 2005                            | Không phát hành      | Không phát hành      |
| Cocoto Platform JumperPAL                                                                   | Neko Entertainment                                | BigBen Interactive                                                                 | 2004-12-10PAL    | 10 tháng 12 năm 2004                           | Không phát hành      | Không phát hành      |
| Codename: Kids Next Door – Operation: V.I.D.E.O.G.A.M.E.                                    | High Voltage Software                             | Global Star Software                                                               | 2005-10-11NA     | 2 tháng 12 năm 2005                            | Không phát hành      | 11 tháng 10 năm 2005 |
| ConanPAL                                                                                    | Cauldron Ltd.                                     | TDK Mediactive                                                                     | 2005-04-15PAL    | 15 tháng 4 năm 2005                            | Không phát hành      | Không phát hành      |
| Conflict: Desert Storm                                                                      | Pivotal Games                                     | Gotham GamesNA, SCiPAL                                                             | 2003-04-17PAL    | 17 tháng 4 năm 2003                            | Không phát hành      | 22 tháng 4 năm 2003  |
| Conflict: Desert Storm II - Back to Baghdad •Conflict: Desert Storm IIPAL                   | Pivotal Games                                     | Gotham GamesNA, SCiPAL                                                             | 2004-01-07NA     | 6 tháng 2 năm 2004                             | Không phát hành      | 7 tháng 1 năm 2004   |
| Crash Bandicoot: The Wrath of Cortex                                                        | Eurocom Entertainment Software                    | Vivendi Universal Interactive Publishing KonamiJP                                  | 2002-09-17NA     | 1 tháng 11 năm 2002                            | 4 tháng 12 năm 2003  | 17 tháng 9 năm 2002  |
| Crash Nitro Kart                                                                            | Vicarious Visions                                 | Vivendi Universal Games KonamiJP                                                   | 2003-07-08JP     | 28 tháng 11 năm 2003                           | 8 tháng 7 năm 2003   | 11 tháng 11 năm 2003 |
| Crash Tag Team Racing                                                                       | Radical Entertainment                             | Vivendi Universal Games                                                            | 2005-10-19NA     | 11 tháng 11 năm 2005                           | 1 tháng 12 năm 2005  | 19 tháng 10 năm 2005 |
| Crazy Taxi                                                                                  | Acclaim Studios Cheltenham                        | Acclaim Entertainment SegaJP                                                       | 2001-11-18NA     | 3 tháng 5 năm 2002                             | 30 tháng 5 năm 2002  | 18 tháng 11 năm 2001 |
| Cubivore: Survival of the Fittest                                                           | Nintendo                                          | NintendoJP, AtlusNA                                                                | 2002-02-21JP     | Không phát hành                                | 21 tháng 2 năm 2002  | 5 tháng 11 năm 2002  |
| Cubix Robots for Everyone: Showdown                                                         | Blitz Games                                       | The 3DO Company                                                                    | 2003-06-02NA     | Không phát hành                                | Không phát hành      | 2 tháng 6 năm 2003   |
| Curious George                                                                              | Monkey Bar Games                                  | Namco                                                                              | 2006-02-01NA     | Không phát hành                                | Không phát hành      | 1 tháng 2 năm 2006   |
| Custom Robo                                                                                 | Noise Inc.                                        | Nintendo                                                                           | 2004-03-04JP     | Không phát hành                                | 4 tháng 3 năm 2004   | 10 tháng 5 năm 2004  |
| Dakar 2: The World's Ultimate Rally                                                         | Acclaim Studios Cheltenham                        | Acclaim Entertainment                                                              | 2003-03-25NA     | 28 tháng 3 năm 2003                            | Không phát hành      | 25 tháng 3 năm 2003  |
| Dance Dance Revolution Mario Mix •Dancing Stage Mario MixPAL                                | Konami                                            | Nintendo                                                                           | 2005-07-14JP     | 28 tháng 10 năm 2005                           | 14 tháng 7 năm 2005  | 24 tháng 10 năm 2005 |
| Dark Summit                                                                                 | Radical Entertainment                             | THQ                                                                                | 2002-02-04NA     | 24 tháng 5 năm 2002                            | Không phát hành      | 4 tháng 2 năm 2002   |
| Darkened Skye                                                                               | Boston Animation                                  | Simon & Schuster, TDK Mediactive                                                   | 2002-11-16NA     | 30 tháng 5 năm 2003                            | Không phát hành      | 16 tháng 11 năm 2002 |
| Dave Mirra Freestyle BMX 2                                                                  | Z-Axis                                            | Acclaim Max Sports                                                                 | 2001-11-18NA     | 3 tháng 5 năm 2002                             | Không phát hành      | 18 tháng 11 năm 2001 |
| Dead to Rights                                                                              | Namco                                             | Namco                                                                              | 2002-11-25NA     | 22 tháng 8 năm 2003                            | Không phát hành      | 25 tháng 11 năm 2002 |
| Def Jam Vendetta                                                                            | EA Canada, Syn Sophia                             | EA Sports BIG                                                                      | 2003-03-31NA     | 23 tháng 5 năm 2003                            | Không phát hành      | 31 tháng 3 năm 2003  |
| Def Jam: Fight for NY                                                                       | EA Canada, Syn Sophia                             | EA Games                                                                           | 2004-09-20NA     | 1 tháng 10 năm 2004                            | Không phát hành      | 20 tháng 9 năm 2004  |
| Defender •Defender: For All MankindPAL                                                      | 7 Studios                                         | Midway Games                                                                       | 2002-11-06NA     | 14 tháng 3 năm 2003                            | Không phát hành      | 6 tháng 11 năm 2002  |
| Derby Tsuku 3: Derby Uma o Tsukurou!                                                        | Smilebit                                          | Sega                                                                               | 2003-12-11JP     | Không phát hành                                | 11 tháng 12 năm 2003 | Không phát hành      |
| Die Hard: Vendetta                                                                          | Bits Studios                                      | Vivendi Universal Games                                                            | 2002-11-15NA     | 19 tháng 11 năm 2002                           | Không phát hành      | 15 tháng 11 năm 2002 |
| Digimon Rumble Arena 2                                                                      | Bandai                                            | Bandai                                                                             | 2004-09-06NA     | 15 tháng 10 năm 2004                           | 29 tháng 7 năm 2004  | 6 tháng 9 năm 2004   |
| Digimon World 4                                                                             | Bandai                                            | Bandai                                                                             | 2005-01-06JP     | Không phát hành                                | 6 tháng 1 năm 2005   | 1 tháng 6 năm 2005   |
| Dinotopia: The Sunstone Odyssey                                                             | Vicious Cycle Software                            | TDK Mediactive                                                                     | 2003-07-23NA     | Không phát hành                                | Không phát hành      | 23 tháng 7 năm 2003  |
| Disney Sports Basketball                                                                    | Konami                                            | Konami                                                                             | 2002-12-19JP     | 8 tháng 8 năm 2003                             | 19 tháng 12 năm 2002 | 13 tháng 1 năm 2003  |
| Disney Sports Football                                                                      | Konami                                            | Konami                                                                             | 2002-12-08NA     | Không phát hành                                | 12 tháng 12 năm 2002 | 8 tháng 12 năm 2002  |
| Disney Sports Skateboarding                                                                 | Konami                                            | Konami                                                                             | 2002-09-19JP     | 7 tháng 3 năm 2003                             | 19 tháng 9 năm 2002  | 17 tháng 11 năm 2002 |
| Disney Sports Soccer •Disney Sports: FootballPAL                                            | Konami                                            | Konami                                                                             | 2002-07-18JP     | 7 tháng 2 năm 2003                             | 18 tháng 7 năm 2002  | 17 tháng 11 năm 2002 |
| Disney's Extreme Skate Adventure                                                            | Toys For Bob                                      | Activision                                                                         | 2003-09-04NA     | 5 tháng 9 năm 2003                             | Không phát hành      | 4 tháng 9 năm 2003   |
| Disney's Hide & Sneak                                                                       | Capcom                                            | Capcom                                                                             | 2003-11-30NA     | 19 tháng 3 năm 2004                            | 4 tháng 12 năm 2003  | 30 tháng 11 năm 2003 |
| Disney's Magical Mirror Starring Mickey Mouse                                               | Capcom                                            | Nintendo                                                                           | 2002-08-09JP     | 13 tháng 9 năm 2002                            | 9 tháng 8 năm 2002   | 11 tháng 8 năm 2002  |
| Disney's Party                                                                              | Neverland Co.                                     | Hudson Soft (Japan) Electronic Arts (Overseas)                                     | 2002-08-01JP     | 17 tháng 10 năm 2003                           | 1 tháng 8 năm 2002   | 16 tháng 9 năm 2003  |
| Disney's PK: Out of the Shadows •Disney's Donald Duck: PKPAL                                | UbiSoft Montreal                                  | Ubisoft                                                                            | 2002-11-29JP     | 5 tháng 12 năm 2002                            | 29 tháng 11 năm 2002 | 3 tháng 12 năm 2002  |
| Disney's Tarzan: Untamed •Disney's Tarzan: FreeridePAL                                      | Ubisoft Montreal                                  | Ubisoft                                                                            | 2001-11-18NA     | 3 tháng 5 năm 2002                             | Không phát hành      | 18 tháng 11 năm 2001 |
| Dokapon DX: Wataru Sekai wa Oni Darake                                                      | Asmik Ace Entertainment                           | Asmik Ace Entertainment                                                            | 2003-04-10JP     | Không phát hành                                | 10 tháng 4 năm 2003  | Không phát hành      |
| Donald Duck: Goin' Quackers •Donald Duck: Quack AttackPAL                                   | Ubisoft Montreal                                  | Ubisoft                                                                            | 2002-03-25NA     | 3 tháng 5 năm 2002                             | Không phát hành      | 25 tháng 3 năm 2002  |
| Donkey Kong Jungle Beat                                                                     | Nintendo EAD Tokyo                                | Nintendo                                                                           | 2004-12-16JP     | 4 tháng 2 năm 2005                             | 16 tháng 12 năm 2004 | 14 tháng 3 năm 2005  |
| Donkey Konga                                                                                | Namco                                             | Nintendo                                                                           | 2003-12-12JP     | 15 tháng 10 năm 2004                           | 12 tháng 12 năm 2003 | 27 tháng 9 năm 2004  |
| Donkey Konga 2                                                                              | Namco                                             | Nintendo                                                                           | 2004-07-01JP     | 3 tháng 6 năm 2005                             | 1 tháng 7 năm 2004   | 9 tháng 5 năm 2005   |
| Donkey Konga 3                                                                              | Namco                                             | Nintendo                                                                           | 2005-03-17JP     | Không phát hành                                | 17 tháng 3 năm 2005  | Không phát hành      |
| Dora the Explorer: Journey to the Purple Planet                                             | Monkey Bar Games                                  | Global Star Software                                                               | 2005-10-13NA     | 16 tháng 12 năm 2005                           | Không phát hành      | 13 tháng 10 năm 2005 |
| Doraemon: Minna de Asobo! Minidorando                                                       | Shogakukan                                        | Shogakukan                                                                         | 2003-07-18JP     | Không phát hành                                | 18 tháng 7 năm 2003  | Không phát hành      |
| Doshin the Giant                                                                            | Param                                             | Nintendo                                                                           | 2002-03-14JP     | 20 tháng 9 năm 2002                            | 14 tháng 3 năm 2002  | Không phát hành      |
| Doubutsu no Mori e-Plus                                                                     | Nintendo EAD                                      | Nintendo                                                                           | 2003-06-27JP     | Không phát hành                                | 27 tháng 6 năm 2003  | Không phát hành      |
| Dr. Muto                                                                                    | Midway Games                                      | Midway Games                                                                       | 2002-12-17NA     | Không phát hành                                | Không phát hành      | 17 tháng 12 năm 2002 |
| Dragon Ball Z: Budokai                                                                      | Dimps                                             | AtariNA, BandaiPAL,JP                                                              | 2003-10-28NA     | 14 tháng 11 năm 2003                           | 28 tháng 11 năm 2003 | 28 tháng 10 năm 2003 |
| Dragon Ball Z: Budokai 2                                                                    | Dimps                                             | AtariNA, BandaiPAL,JP                                                              | 2004-12-15NA     | 18 tháng 3 năm 2005                            | Không phát hành      | 15 tháng 12 năm 2004 |
| Dragon Ball Z: Sagas                                                                        | Avalanche Software                                | Atari                                                                              | 2005-03-22NA     | Không phát hành                                | Không phát hành      | 22 tháng 3 năm 2005  |
| Dragon Drive: D-Masters Shot                                                                | Treasure                                          | Bandai                                                                             | 2003-08-08JP     | Không phát hành                                | 8 tháng 8 năm 2003   | Không phát hành      |
| Dragon's Lair 3D: Return to the Lair •Dragon's Lair 3D: Special EditionPAL                  | Dragonstone Software                              | Encore SoftwareNA, THQPAL                                                          | 2002-12-22NA     | 26 tháng 3 năm 2004                            | Không phát hành      | 22 tháng 12 năm 2002 |
| DreamMix TV World Fighters                                                                  | BitStep                                           | Hudson Soft                                                                        | 2003-12-18JP     | Không phát hành                                | 18 tháng 12 năm 2003 | Không phát hành      |
| Driven                                                                                      | BAM! Entertainment                                | BAM! Entertainment                                                                 | 2002-03-30NA     | 3 tháng 5 năm 2002                             | Không phát hành      | 30 tháng 3 năm 2002  |
| Drome Racers                                                                                | Attention to Detail                               | Electronic Arts Lego Interactive                                                   | 2003-09-16NA     | 26 tháng 9 năm 2003                            | Không phát hành      | 16 tháng 9 năm 2003  |
| Duel Masters                                                                                | Takara                                            | Takara                                                                             | 2003-12-18JP     | Không phát hành                                | 18 tháng 12 năm 2003 | Không phát hành      |
| Ed, Edd n Eddy: The Mis-Edventures                                                          | Artificial Mind and Movement                      | Midway Games                                                                       | 2005-11-03NA     | Không phát hành                                | Không phát hành      | 3 tháng 11 năm 2005  |
| Egg Mania: Eggstreme Madness •Eggo ManiaPAL                                                 | HotGen                                            | KemcoNA,PAL, Kotobuki SystemsJP                                                    | 2002-09-12NA     | 25 tháng 10 năm 2002                           | 27 tháng 9 năm 2002  | 12 tháng 9 năm 2002  |
| Eisei Meijin VI                                                                             | Konami                                            | Konami                                                                             | 2002-09-26JP     | Không phát hành                                | 26 tháng 9 năm 2002  | Không phát hành      |
| Enter the Matrix                                                                            | Shiny Entertainment                               | InfogramesNA,PAL, BandaiJP                                                         | 2003-05-14NA     | 15 tháng 5 năm 2003                            | 19 tháng 6 năm 2003  | 14 tháng 5 năm 2003  |
| ESPN International Winter Sports 2002 •ESPN International Winter SportsPAL                  | Konami                                            | Konami                                                                             | 2002-01-31JP     | 3 tháng 5 năm 2002                             | 31 tháng 1 năm 2002  | 4 tháng 2 năm 2002   |
| ESPN MLS ExtraTime 2002                                                                     | Konami                                            | Konami                                                                             | 2002-03-25NA     | Không phát hành                                | Không phát hành      | 25 tháng 3 năm 2002  |
| Eternal Darkness: Sanity's Requiem                                                          | Silicon Knights                                   | Nintendo                                                                           | 2002-06-24NA     | 1 tháng 11 năm 2002                            | 25 tháng 10 năm 2002 | 24 tháng 6 năm 2002  |
| Evolution Skateboarding                                                                     | Konami                                            | Konami                                                                             | 2002-11-17NA     | 21 tháng 2 năm 2003                            | 12 tháng 12 năm 2002 | 17 tháng 11 năm 2002 |
| Evolution Snowboarding                                                                      | Konami                                            | Konami                                                                             | 2003-02-25NA     | 28 tháng 3 năm 2003                            | Không phát hành      | 25 tháng 2 năm 2003  |
| Evolution Worlds                                                                            | Sting Entertainment                               | UbisoftNA,PAL, ESP SoftwareJP                                                      | 2002-07-26JP     | 2003                                           | 26 tháng 7 năm 2002  | 2 tháng 12 năm 2002  |
| Extreme-G 3                                                                                 | Acclaim Studios Cheltenham                        | Acclaim Entertainment                                                              | 2001-11-27NA     | 3 tháng 5 năm 2002                             | 15 tháng 3 năm 2002  | 27 tháng 11 năm 2001 |
| F-Zero GX                                                                                   | Amusement Vision                                  | Nintendo                                                                           | 2003-07-25JP     | 31 tháng 10 năm 2003                           | 25 tháng 7 năm 2003  | 26 tháng 8 năm 2003  |
| F1 2002                                                                                     | EA Sports                                         | EA Sports                                                                          | 2002-06-22NA     | 19 tháng 7 năm 2002                            | Không phát hành      | 22 tháng 6 năm 2002  |
| F1 Career ChallengePAL                                                                      | EA Sports, Visual Sciences                        | EA Sports                                                                          | 2003-06-27PAL    | 27 tháng 6 năm 2003                            | Không phát hành      | Không phát hành      |
| The Fairly OddParents: Breakin' Da Rules                                                    | Blitz Games                                       | THQ                                                                                | 2003-11-03NA     | Không phát hành                                | Không phát hành      | 3 tháng 11 năm 2003  |
| The Fairly OddParents: Shadow Showdown                                                      | Blitz Games                                       | THQ                                                                                | 2004-09-08NA     | Không phát hành                                | Không phát hành      | 8 tháng 9 năm 2004   |
| Family Stadium 2003                                                                         | Namco                                             | Namco                                                                              | 2003-05-30JP     | Không phát hành                                | 30 tháng 5 năm 2003  | Không phát hành      |
| Fantastic 4 •Fantastic FourPAL                                                              | 7 Studios                                         | Activision                                                                         | 2005-06-27NA     | 15 tháng 7 năm 2005                            | Không phát hành      | 27 tháng 6 năm 2005  |
| FIFA Soccer 06 •FIFA 06PAL                                                                  | EA Canada                                         | EA Sports                                                                          | 2005-09-30PAL    | 30 tháng 9 năm 2005                            | Không phát hành      | 4 tháng 10 năm 2005  |
| FIFA Soccer 07 •FIFA 07PAL                                                                  | EA Canada                                         | EA Sports                                                                          | 2006-09-29PAL    | 29 tháng 9 năm 2006                            | Không phát hành      | 3 tháng 10 năm 2006  |
| FIFA Soccer 2002                                                                            | EA Sports                                         | EA Sports, Electronic Arts VictorJP                                                | 2001-11-15JP     | Không phát hành                                | 15 tháng 11 năm 2001 | 21 tháng 11 năm 2001 |
| FIFA Soccer 2003 •FIFA Football 2003PAL                                                     | EA Canada                                         | EA Sports                                                                          | 2002-11-01PAL    | 1 tháng 11 năm 2002                            | 6 tháng 12 năm 2002  | 14 tháng 11 năm 2002 |
| FIFA Soccer 2004 •FIFA Football 2004PAL                                                     | EA Canada                                         | EA Sports                                                                          | 2003-10-24PAL    | 24 tháng 10 năm 2003                           | Không phát hành      | 4 tháng 11 năm 2003  |
| FIFA Soccer 2005 •FIFA Football 2005PAL                                                     | EA Canada                                         | EA Sports                                                                          | 2004-10-08PAL    | 8 tháng 10 năm 2004                            | Không phát hành      | 12 tháng 10 năm 2004 |
| FIFA Street                                                                                 | EA Canada                                         | EA Sports BIG                                                                      | 2005-02-22NA     | 11 tháng 3 năm 2005                            | Không phát hành      | 22 tháng 2 năm 2005  |
| FIFA Street 2                                                                               | EA Canada                                         | EA Sports BIG                                                                      | 2006-02-28NA     | 3 tháng 3 năm 2006                             | Không phát hành      | 28 tháng 2 năm 2006  |
| Fight Night Round 2                                                                         | EA Sports                                         | EA Sports                                                                          | 2005-02-28NA     | 18 tháng 3 năm 2005                            | 1 tháng 9 năm 2005   | 28 tháng 2 năm 2005  |
| Final Fantasy Crystal Chronicles                                                            | Square Enix                                       | Nintendo                                                                           | 2003-08-08JP     | 12 tháng 3 năm 2004                            | 8 tháng 8 năm 2003   | 9 tháng 2 năm 2004   |
| Finding Nemo                                                                                | Traveller's Tales                                 | THQ                                                                                | 2003-05-12NA     | 26 tháng 9 năm 2003                            | 6 tháng 12 năm 2003  | 12 tháng 5 năm 2003  |
| Fire Blade                                                                                  | Kuju Entertainment                                | Midway Games                                                                       | 2002-12-29NA     | 6 tháng 2 năm 2003                             | Không phát hành      | 29 tháng 12 năm 2002 |
| Fire Emblem: Path of Radiance                                                               | Intelligent Systems                               | Nintendo                                                                           | 2005-04-20JP     | 4 tháng 11 năm 2005EU 1 tháng 12 năm 2005AUS   | 20 tháng 4 năm 2005  | 17 tháng 10 năm 2005 |
| Flushed Away                                                                                | Monkey Bar Games                                  | D3 Publisher                                                                       | 2006-10-24NA     | 24 tháng 11 năm 2006                           | Không phát hành      | 24 tháng 10 năm 2006 |
| Franklin: A Birthday SurprisePAL                                                            | Neko Entertainment                                | The Game Factory                                                                   | 2006-06-16PAL    | 16 tháng 6 năm 2006                            | Không phát hành      | Không phát hành      |
| Freaky Flyers                                                                               | Midway Games                                      | Midway Games                                                                       | 2003-08-08NA     | Không phát hành                                | Không phát hành      | 8 tháng 8 năm 2003   |
| Freedom Fighters                                                                            | IO Interactive                                    | EA Games                                                                           | 2003-09-26PAL    | 26 tháng 9 năm 2003                            | Không phát hành      | 1 tháng 10 năm 2003  |
| Freekstyle                                                                                  | Hypnos Entertainment, Page 44 Studios             | EA Sports BIG                                                                      | 2002-09-05NA     | 20 tháng 9 năm 2002                            | Không phát hành      | 5 tháng 9 năm 2002   |
| Freestyle MetalX                                                                            | Deibus Studios                                    | Midway Games                                                                       | 2003-09-12NA     | Không phát hành                                | Không phát hành      | 12 tháng 9 năm 2003  |
| Freestyle Street Soccer •Urban Freestyle SoccerPAL                                          | Gusto Games                                       | Acclaim Entertainment                                                              | 2004-03-05PAL    | 5 tháng 3 năm 2004                             | Không phát hành      | 25 tháng 3 năm 2004  |
| Frogger: Ancient Shadow                                                                     | Hudson Soft                                       | Konami                                                                             | 2005-09-27NA     | Không phát hành                                | Không phát hành      | 27 tháng 9 năm 2005  |
| Frogger Beyond                                                                              | Konami Computer Entertainment Hawaii              | Konami                                                                             | 2002-12-06NA     | 27 tháng 6 năm 2003                            | 5 tháng 6 năm 2003   | 6 tháng 12 năm 2002  |
| Frogger's Adventures: The Rescue                                                            | Konami                                            | Konami                                                                             | 2003-10-31NA     | Không phát hành                                | Không phát hành      | 31 tháng 10 năm 2003 |
| From Russia with Love                                                                       | EA Redwood Shores                                 | Electronic Arts                                                                    | 2005-11-15NA     | 18 tháng 11 năm 2005                           | Không phát hành      | 15 tháng 11 năm 2005 |
| Future Tactics: The Uprising                                                                | Warthog Games                                     | Crave EntertainmentNA, JoWooD ProductionsPAL                                       | 2004-05-10NA     | 22 tháng 10 năm 2004                           | Không phát hành      | 10 tháng 5 năm 2004  |
| Gakuen Toshi Vara Noir                                                                      | Idea Factory                                      | Idea Factory                                                                       | 2004-01-23JP     | Không phát hành                                | 23 tháng 1 năm 2004  | Không phát hành      |
| Gauntlet: Dark Legacy                                                                       | Midway Games                                      | Midway Games                                                                       | 2002-03-06NA     | 19 tháng 7 năm 2002                            | Không phát hành      | 6 tháng 3 năm 2002   |
| Geist                                                                                       | n-Space                                           | Nintendo                                                                           | 2005-08-15NA     | 7 tháng 10 năm 2005                            | Không phát hành      | 15 tháng 8 năm 2005  |
| Gekitō Pro Yakyū                                                                            | Wow Entertainment                                 | Sega                                                                               | 2003-09-11JP     | Không phát hành                                | 11 tháng 9 năm 2003  | Không phát hành      |
| Generation of Chaos Exceed                                                                  | Idea Factory                                      | Idea Factory                                                                       | 2003-02-06JP     | Không phát hành                                | 6 tháng 2 năm 2003   | Không phát hành      |
| GiFTPiA                                                                                     | Skip Ltd.                                         | Nintendo                                                                           | 2003-04-25JP     | Không phát hành                                | 25 tháng 4 năm 2003  | Không phát hành      |
| Gladius                                                                                     | LucasArts                                         | LucasArtsNA, ActivisionPAL                                                         | 2003-04-25NA     | 28 tháng 11 năm 2003                           | Không phát hành      | 3 tháng 11 năm 2003  |
| Go! Go! Hypergrind                                                                          | Poponchi                                          | Atlus Co.                                                                          | 2003-11-18NA     | Không phát hành                                | Không phát hành      | 18 tháng 11 năm 2003 |
| Goblin Commander: Unleash the Horde                                                         | Jaleco Entertainment                              | Jaleco Entertainment                                                               | 2003-12-16NA     | 16 tháng 7 năm 2004                            | Không phát hành      | 16 tháng 12 năm 2003 |
| Godzilla: Destroy All Monsters Melee                                                        | Pipeworks Software                                | Infogrames                                                                         | 2002-10-08NA     | 15 tháng 11 năm 2002                           | 12 tháng 12 năm 2002 | 8 tháng 10 năm 2002  |
| GoldenEye: Rogue Agent                                                                      | EA Los Angeles                                    | EA Games                                                                           | 2004-11-22NA     | 3 tháng 12 năm 2004                            | 13 tháng 1 năm 2005  | 22 tháng 11 năm 2004 |
| Gotcha Force                                                                                | Capcom                                            | Capcom                                                                             | 2003-11-27JP     | 20 tháng 2 năm 2004                            | 27 tháng 11 năm 2003 | 3 tháng 12 năm 2003  |
| The Grim Adventures of Billy & Mandy                                                        | High Voltage Software                             | Midway Games                                                                       | 2006-09-25NA     | Không phát hành                                | Không phát hành      | 25 tháng 9 năm 2006  |
| Grooverider: Slot Car Thunder                                                               | King of the Jungle                                | Encore Software                                                                    | 2003-09-28NA     | Không phát hành                                | Không phát hành      | 28 tháng 9 năm 2003  |
| GT Cube                                                                                     | MTO                                               | MTO                                                                                | 2003-06-20JP     | Không phát hành                                | 20 tháng 6 năm 2003  | Không phát hành      |
| GUN                                                                                         | Neversoft Entertainment                           | Activision                                                                         | 2005-11-08NA     | 25 tháng 11 năm 2005                           | Không phát hành      | 8 tháng 11 năm 2005  |
| Happy Feet                                                                                  | Artificial Mind and Movement                      | Midway Games                                                                       | 2006-11-14NA     | Không phát hành                                | Không phát hành      | 14 tháng 11 năm 2006 |
| Harry Potter and the Chamber of Secrets                                                     | Eurocom                                           | EA Games                                                                           | 2002-11-14NA     | 15 tháng 11 năm 2002                           | 23 tháng 11 năm 2002 | 14 tháng 11 năm 2002 |
| Harry Potter and the Goblet of Fire                                                         | EA UK                                             | Electronic Arts                                                                    | 2005-11-08NA     | 11 tháng 11 năm 2005                           | 26 tháng 11 năm 2005 | 8 tháng 11 năm 2005  |
| Harry Potter and the Sorcerer's Stone •Harry Potter and the Philosopher's StonePAL          | Warthog Games                                     | EA Games                                                                           | 2003-12-09NA     | 12 tháng 12 năm 2003                           | 11 tháng 12 năm 2003 | 9 tháng 12 năm 2003  |
| Harry Potter and the Prisoner of Azkaban                                                    | EA UK                                             | EA Games                                                                           | 2004-05-29NA     | 2 tháng 6 năm 2004                             | 26 tháng 6 năm 2004  | 29 tháng 5 năm 2004  |
| Harry Potter: Quidditch World Cup                                                           | Magic Pockets                                     | EA Games                                                                           | 2003-10-28NA     | 7 tháng 11 năm 2003                            | 13 tháng 11 năm 2003 | 28 tháng 10 năm 2003 |
| Harvest Moon: A Wonderful Life                                                              | Marvelous Entertainment                           | Marvelous Entertainment (JP), Natsume (NA), Ubisoft (EU)                           | 2003-09-12JP     | 26 tháng 3 năm 2004                            | 12 tháng 9 năm 2003  | 16 tháng 3 năm 2004  |
| Harvest Moon: Another Wonderful Life                                                        | Marvelous Entertainment                           | Marvelous Entertainment, Natsume                                                   | 2004-07-08JP     | Không phát hành                                | 8 tháng 7 năm 2004   | 26 tháng 7 năm 2005  |
| Harvest Moon: Magical Melody                                                                | Marvelous Entertainment                           | Marvelous Entertainment, Natsume                                                   | 2005-11-10JP     | Không phát hành                                | 10 tháng 11 năm 2005 | 28 tháng 3 năm 2006  |
| The Haunted Mansion                                                                         | High Voltage Software                             | TDK Mediactive                                                                     | 2003-10-14NA     | Không phát hành                                | Không phát hành      | 14 tháng 10 năm 2003 |
| Hello Kitty: Roller Rescue                                                                  | XPEC Entertainment                                | Empire Interactive, Namco                                                          | 2005-08-16NA     | 9 tháng 9 năm 2005                             | Không phát hành      | 16 tháng 8 năm 2005  |
| Hikaru no Go 3                                                                              | Konami                                            | Konami                                                                             | 2003-03-20JP     | Không phát hành                                | 20 tháng 3 năm 2003  | Không phát hành      |
| Hitman 2: Silent Assassin                                                                   | IO Interactive                                    | Eidos Interactive                                                                  | 2003-06-19NA     | 27 tháng 6 năm 2003                            | Không phát hành      | 19 tháng 6 năm 2003  |
| The Hobbit                                                                                  | Inevitable Entertainment                          | Vivendi Universal Games                                                            | 2003-11-11NA     | 28 tháng 11 năm 2003                           | Không phát hành      | 11 tháng 11 năm 2003 |
| Home Run King                                                                               | Wow Entertainment                                 | Sega                                                                               | 2002-03-18NA     | Không phát hành                                | Không phát hành      | 18 tháng 3 năm 2002  |
| Homeland                                                                                    | Chunsoft                                          | Chunsoft                                                                           | 2005-04-29JP     | Không phát hành                                | 29 tháng 4 năm 2005  | Không phát hành      |
| Hot Wheels Velocity X                                                                       | Beyond Games                                      | THQ                                                                                | 2002-11-12NA     | 13 tháng 12 năm 2002                           | Không phát hành      | 12 tháng 11 năm 2002 |
| Hot Wheels World Race •Hot Wheels Highway 35 World RacePAL                                  | Climax Group                                      | THQ                                                                                | 2003-10-31NA     | 28 tháng 11 năm 2003                           | Không phát hành      | 31 tháng 10 năm 2003 |
| Hudson Selection Vol. 1: Lode Runner                                                        | Red Entertainment                                 | Hudson Soft                                                                        | 2003-07-10JP     | Không phát hành                                | 10 tháng 7 năm 2003  | Không phát hành      |
| Hudson Selection Vol. 2: Star Soldier                                                       | Red Entertainment                                 | Hudson Soft                                                                        | 2003-07-10JP     | Không phát hành                                | 10 tháng 7 năm 2003  | Không phát hành      |
| Hudson Selection Vol. 3: Bonk's Adventure                                                   | Red Entertainment                                 | Hudson Soft                                                                        | 2003-12-18JP     | Không phát hành                                | 18 tháng 12 năm 2003 | Không phát hành      |
| Hudson Selection Vol. 4: Adventure Island                                                   | Red Entertainment                                 | Hudson Soft                                                                        | 2003-12-18JP     | Không phát hành                                | 18 tháng 12 năm 2003 | Không phát hành      |
| Hulk                                                                                        | Radical Entertainment                             | Vivendi Universal Games                                                            | 2003-05-27NA     | 13 tháng 6 năm 2003                            | Không phát hành      | 27 tháng 5 năm 2003  |
| Hunter: The Reckoning                                                                       | High Voltage Software                             | Interplay Entertainment                                                            | 2002-11-18NA     | 11 tháng 7 năm 2003                            | Không phát hành      | 18 tháng 11 năm 2002 |
| I-Ninja                                                                                     | Argonaut Games                                    | Namco                                                                              | 2003-12-04NA     | Không phát hành                                | Không phát hành      | 4 tháng 12 năm 2003  |
| Ice Age 2: The Meltdown                                                                     | Eurocom Entertainment Software                    | Vivendi Universal Games                                                            | 2006-03-14NA     | 31 tháng 3 năm 2006                            | Không phát hành      | 14 tháng 3 năm 2006  |
| Ikaruga                                                                                     | G.rev, Treasure                                   | Infogrames                                                                         | 2003-01-16JP     | 23 tháng 5 năm 2003                            | 16 tháng 1 năm 2003  | 15 tháng 4 năm 2003  |
| The Incredible Hulk: Ultimate Destruction                                                   | Radical Entertainment                             | Vivendi Universal Games                                                            | 2005-08-23NA     | 9 tháng 9 năm 2005                             | Không phát hành      | 23 tháng 8 năm 2005  |
| The Incredibles                                                                             | Heavy Iron Studios                                | THQ                                                                                | 2004-10-31NA     | 5 tháng 11 năm 2004                            | 2 tháng 12 năm 2005  | 31 tháng 10 năm 2004 |
| The Incredibles: Rise of the Underminer                                                     | Heavy Iron Studios                                | THQ                                                                                | 2005-11-01NA     | 25 tháng 11 năm 2005                           | 9 tháng 2 năm 2006   | 1 tháng 11 năm 2005  |
| Intellivision Lives!                                                                        | Realtime Associates                               | Crave Entertainment                                                                | 2004-11-04NA     | Không phát hành                                | Không phát hành      | 4 tháng 11 năm 2004  |
| International Superstar Soccer 2                                                            | Konami                                            | Konami                                                                             | 2002-03-14JP     | 3 tháng 5 năm 2002                             | 14 tháng 3 năm 2002  | Không phát hành      |
| International Superstar Soccer 3PAL                                                         | Konami                                            | Konami                                                                             | 2003-03-14JP     | 30 tháng 5 năm 2003                            | 14 tháng 3 năm 2003  | Không phát hành      |
| The Italian Job                                                                             | Climax Group                                      | Eidos Interactive                                                                  | 2003-07-17NA     | 12 tháng 9 năm 2003                            | Không phát hành      | 17 tháng 7 năm 2003  |
| James Bond 007: Everything or Nothing                                                       | EA Redwood Shores                                 | EA Games                                                                           | 2004-02-11JP     | 27 tháng 2 năm 2004                            | 11 tháng 2 năm 2004  | 17 tháng 2 năm 2004  |
| James Bond 007 in... Agent Under Fire                                                       | EA Redwood Shores                                 | EA Games                                                                           | 2002-03-13NA     | 14 tháng 6 năm 2002                            | Không phát hành      | 13 tháng 3 năm 2002  |
| James Bond 007: NightFire                                                                   | Eurocom                                           | EA Games                                                                           | 2002-11-18NA     | 29 tháng 11 năm 2002                           | Không phát hành      | 18 tháng 11 năm 2002 |
| Jeremy McGrath Supercross World                                                             | Acclaim Studios Salt Lake City                    | Acclaim Max Sports                                                                 | 2002-02-27NA     | 7 tháng 6 năm 2002                             | Không phát hành      | 27 tháng 2 năm 2002  |
| Jikkyou Powerful Major League                                                               | Konami                                            | Konami                                                                             | 2006-05-11JP     | Không phát hành                                | 11 tháng 5 năm 2006  | Không phát hành      |
| Jikkyou Powerful Pro Yakyuu 10                                                              | Konami                                            | Konami                                                                             | 2003-07-17JP     | Không phát hành                                | 17 tháng 7 năm 2003  | Không phát hành      |
| Jikkyou Powerful Pro Yakyuu 10 Chou Ketteiban                                               | Konami                                            | Konami                                                                             | 2003-12-18JP     | Không phát hành                                | 18 tháng 12 năm 2003 | Không phát hành      |
| Jikkyou Powerful Pro Yakyuu 11                                                              | Konami                                            | Konami                                                                             | 2004-07-15JP     | Không phát hành                                | 15 tháng 7 năm 2004  | Không phát hành      |
| Jikkyou Powerful Pro Yakyuu 11 Chou Ketteiban                                               | Konami                                            | Konami                                                                             | 2004-12-16JP     | Không phát hành                                | 16 tháng 12 năm 2004 | Không phát hành      |
| Jikkyou Powerful Pro Yakyuu 12                                                              | Konami                                            | Konami                                                                             | 2005-07-14JP     | Không phát hành                                | 14 tháng 7 năm 2005  | Không phát hành      |
| Jikkyou Powerful Pro Yakyuu 12 Ketteiban                                                    | Konami                                            | Konami                                                                             | 2005-12-15JP     | Không phát hành                                | 15 tháng 12 năm 2005 | Không phát hành      |
| Jikkyou Powerful Pro Yakyuu 9                                                               | Konami                                            | Konami                                                                             | 2002-07-18JP     | Không phát hành                                | 18 tháng 7 năm 2002  | Không phát hành      |
| Jikkyou Powerful Pro Yakyuu 9 Ketteiban                                                     | Konami                                            | Konami                                                                             | 2002-12-19JP     | Không phát hành                                | 19 tháng 12 năm 2002 | Không phát hành      |
| Jikkyō World Soccer 2002                                                                    | Konami Computer Entertainment Osaka               | Konami                                                                             | 2002-03-14JP     | Không phát hành                                | 14 tháng 3 năm 2002  | Không phát hành      |
| Jimmy Neutron: Boy Genius                                                                   | Big Sky Software                                  | THQ                                                                                | 2002-12-17NA     | 7 tháng 3 năm 2003                             | Không phát hành      | 17 tháng 12 năm 2002 |
| Judge Dredd: Dredd Vs. Death                                                                | Rebellion Developments                            | BAM! Entertainment (NA) Vivendi Universal Games (EU)                               | 2003-12-12NA     | 1 tháng 3 năm 2005                             | Không phát hành      | 12 tháng 12 năm 2003 |
| Kao the Kangaroo Round 2                                                                    | Tate Interactive                                  | JoWooD Productions (EU) Atari (NA)                                                 | 2005-04-15PAL    | 15 tháng 4 năm 2005                            | Không phát hành      | 29 tháng 3 năm 2006  |
| Karaoke Revolution Party                                                                    | Harmonix Music Systems                            | Konami                                                                             | 2005-11-08NA     | Không phát hành                                | Không phát hành      | 8 tháng 11 năm 2005  |
| Kelly Slater's Pro Surfer                                                                   | Treyarch                                          | Activision O2                                                                      | 2002-09-16NA     | 18 tháng 10 năm 2002                           | Không phát hành      | 16 tháng 9 năm 2002  |
| Kidō Senshi Gundam: Gundam vs. Z Gundam                                                     | Bandai                                            | Bandai                                                                             | 2004-12-09JP     | Không phát hành                                | 9 tháng 12 năm 2004  | Không phát hành      |
| Kidō Senshi Gundam: Senshitachi no Kiseki                                                   | Bandai                                            | Bandai                                                                             | 2004-03-18JP     | Không phát hành                                | 18 tháng 3 năm 2004  | Không phát hành      |
| Killer7                                                                                     | Grasshopper Manufacture                           | Capcom                                                                             | 2005-06-09JP     | 15 tháng 7 năm 2005                            | 9 tháng 6 năm 2005   | 7 tháng 7 năm 2005   |
| King Arthur                                                                                 | Krome Studios                                     | Konami                                                                             | 2004-11-18NA     | 11 tháng 2 năm 2005                            | Không phát hành      | 18 tháng 11 năm 2004 |
| Kirby Air Ride                                                                              | HAL Laboratory                                    | Nintendo                                                                           | 2003-07-11JP     | 27 tháng 2 năm 2004                            | 11 tháng 7 năm 2003  | 13 tháng 10 năm 2003 |
| Kiwame Mahjong DX2                                                                          | Athena                                            | Athena                                                                             | 2002-08-09JP     | Không phát hành                                | 9 tháng 8 năm 2002   | Không phát hành      |
| Knights of the Temple: Infernal CrusadePAL                                                  | Starbreeze Studios                                | TDK Mediactive                                                                     | 2004-03-19PAL    | 19 tháng 3 năm 2004                            | Không phát hành      | Không phát hành      |
| Knockout Kings 2003                                                                         | EA Sports                                         | EA Sports                                                                          | 2002-10-09NA     | 20 tháng 12 năm 2002                           | Không phát hành      | 9 tháng 10 năm 2002  |
| Konjiki no Gash Bell!! Yūjō no Tag Battle Full Power                                        | Bandai                                            | Bandai                                                                             | 2004-08-05JP     | Không phát hành                                | 5 tháng 8 năm 2004   | Không phát hành      |
| Konjiki no Gash Bell!! Go! Go! Mamono Fight!!                                               | 8ing                                              | Bandai                                                                             | 2005-12-15JP     | Không phát hành                                | 15 tháng 12 năm 2005 | Không phát hành      |
| Korokke! Ban-Ō no Kiki o Sukue                                                              | Konami                                            | Konami                                                                             | 2004-07-08JP     | Không phát hành                                | 8 tháng 7 năm 2004   | Không phát hành      |
| Kururin Squash!                                                                             | Eighting                                          | Nintendo                                                                           | 2004-10-14JP     | Không phát hành                                | 14 tháng 10 năm 2004 | Không phát hành      |
| Largo Winch: Empire Under ThreatPAL                                                         | Dupuis                                            | Ubisoft                                                                            | 2002-10-01PAL    | 1 tháng 10 năm 2002                            | Không phát hành      | Không phát hành      |
| Legend of Golfer                                                                            | SETA Corporation                                  | Nintendo                                                                           | 2004-06-17JP     | Không phát hành                                | 17 tháng 6 năm 2004  | Không phát hành      |
| The Legend of Spyro: A New Beginning                                                        | Krome Studios                                     | Vivendi Games                                                                      | 2006-10-10NA     | 27 tháng 10 năm 2006                           | Không phát hành      | 10 tháng 10 năm 2006 |
| The Legend of the Quiz Tournament of Champions                                              | Nintendo                                          | Nintendo                                                                           | 2005-12-08JP     | Không phát hành                                | 8 tháng 12 năm 2005  | Không phát hành      |
| The Legend of Zelda: Collector's Edition                                                    | Nintendo                                          | Nintendo                                                                           | 2003-11-14PAL    | 14 tháng 11 năm 2003                           | Không phát hành      | 17 tháng 11 năm 2003 |
| The Legend of Zelda: Four Swords Adventures                                                 | Nintendo Research & Development 1                 | Nintendo                                                                           | 2004-03-18JP     | 7 tháng 1 năm 2005                             | 18 tháng 3 năm 2004  | 7 tháng 6 năm 2004   |
| The Legend of Zelda: Ocarina of Time / Master Quest                                         | Nintendo Entertainment Analysis and Development   | Nintendo                                                                           | 2002-11-28JP     | 3 tháng 5 năm 2003                             | 28 tháng 11 năm 2002 | 17 tháng 2 năm 2003  |
| The Legend of Zelda: Twilight Princess                                                      | Nintendo Entertainment Analysis and Development   | Nintendo                                                                           | 2006-12-02JP     | 15 tháng 12 năm 2006EU 19 tháng 12 năm 2006AUS | 2 tháng 12 năm 2006  | 11 tháng 12 năm 2006 |
| The Legend of Zelda: The Wind Waker                                                         | Nintendo Entertainment Analysis and Development   | Nintendo                                                                           | 2002-12-13JP     | 2 tháng 5 năm 2003EU 7 tháng 5 năm 2003AUS     | 13 tháng 12 năm 2002 | 24 tháng 3 năm 2003  |
| Legends of Wrestling                                                                        | Acclaim Studios Salt Lake City                    | Acclaim Entertainment                                                              | 2002-05-27NA     | 7 tháng 6 năm 2002                             | Không phát hành      | 27 tháng 5 năm 2002  |
| Legends of Wrestling II                                                                     | Acclaim Studios Salt Lake City                    | Acclaim Entertainment                                                              | 2002-11-26NA     | 7 tháng 2 năm 2003                             | Không phát hành      | 26 tháng 11 năm 2002 |
| Lego Star Wars: The trò chơi điện tử                                                        | Traveller's Tales                                 | Eidos Interactive TT Games Publishing                                              | 2005-10-25NA     | 4 tháng 11 năm 2005                            | Không phát hành      | 25 tháng 10 năm 2005 |
| Lego Star Wars II: The Original Trilogy                                                     | Traveller's Tales                                 | LucasArts                                                                          | 2006-09-11PAL    | 11 tháng 9 năm 2006                            | Không phát hành      | 12 tháng 9 năm 2006  |
| Lemony Snicket's A Series of Unfortunate Events                                             | Adrenium Games, Amaze Entertainment               | Activision                                                                         | 2004-11-10NA     | 26 tháng 11 năm 2004                           | Không phát hành      | 10 tháng 11 năm 2004 |
| Looney Tunes: Back in Action                                                                | Warthog Games                                     | Electronic Arts                                                                    | 2003-11-24NA     | 30 tháng 1 năm 2004                            | Không phát hành      | 24 tháng 11 năm 2003 |
| The Lord of the Rings: The Return of the King •Lord of the Rings: The Return of the KingPAL | EA Redwood Shores                                 | EA Games                                                                           | 2003-11-05NA     | 14 tháng 11 năm 2003                           | 8 tháng 1 năm 2004   | 5 tháng 11 năm 2003  |
| The Lord of the Rings: The Third Age                                                        | EA Redwood Shores                                 | EA Games                                                                           | 2004-11-02NA     | 5 tháng 11 năm 2004                            | 22 tháng 12 năm 2004 | 2 tháng 11 năm 2004  |
| The Lord of the Rings: The Two Towers •Lord of the Rings: The Two TowersPAL                 | Stormfront Studios                                | EA Games                                                                           | 2002-12-31NA     | 14 tháng 3 năm 2003                            | 14 tháng 2 năm 2003  | 31 tháng 12 năm 2002 |
| Lost Kingdoms                                                                               | FromSoftware                                      | FromSoftware, Activision                                                           | 2002-04-25JP     | 9 tháng 8 năm 2002                             | 25 tháng 4 năm 2002  | 27 tháng 5 năm 2002  |
| Lost Kingdoms II                                                                            | FromSoftware                                      | FromSoftware, Activision                                                           | 2003-05-21NA     | 6 tháng 6 năm 2003                             | 23 tháng 5 năm 2003  | 21 tháng 5 năm 2003  |
| Lotus Challenge                                                                             | Kuju Entertainment                                | Ignition Entertainment                                                             | 2004-07-29NA     | Không phát hành                                | Không phát hành      | 29 tháng 7 năm 2004  |
| Luigi's Mansion                                                                             | Nintendo EAD                                      | Nintendo                                                                           | 2001-09-14JP     | 3 tháng 5 năm 2002EU 17 tháng 5 năm 2002AUS    | 14 tháng 9 năm 2001  | 18 tháng 11 năm 2001 |
| Lupin Sansei: Umi ni Kieta Hihou                                                            | Asmik Ace Entertainment                           | Asmik Ace Entertainment                                                            | 2003-07-31JP     | Không phát hành                                | 31 tháng 7 năm 2003  | Không phát hành      |
| Madagascar                                                                                  | Toys For Bob                                      | Activision, Bandai (Japan)                                                         | 2005-05-24NA     | 30 tháng 6 năm 2005                            | 11 tháng 8 năm 2005  | 24 tháng 5 năm 2005  |
| Madden NFL 2002                                                                             | EA Tiburon                                        | EA Sports                                                                          | 2001-11-18NA     | Không phát hành                                | Không phát hành      | 18 tháng 11 năm 2001 |
| Madden NFL 2003                                                                             | EA Tiburon                                        | EA Sports                                                                          | 2002-08-12NA     | 11 tháng 10 năm 2002                           | Không phát hành      | 12 tháng 8 năm 2002  |
| Madden NFL 2004                                                                             | EA Tiburon                                        | EA Sports                                                                          | 2003-08-12NA     | 12 tháng 9 năm 2003                            | Không phát hành      | 12 tháng 8 năm 2003  |
| Madden NFL 2005                                                                             | EA Tiburon                                        | EA Sports                                                                          | 2004-08-09NA     | 17 tháng 9 năm 2004                            | Không phát hành      | 9 tháng 8 năm 2004   |
| Madden NFL 06                                                                               | EA Tiburon                                        | EA Sports                                                                          | 2005-08-08NA     | 16 tháng 9 năm 2005                            | Không phát hành      | 8 tháng 8 năm 2005   |
| Madden NFL 07                                                                               | EA Tiburon                                        | EA Sports                                                                          | 2006-08-22NA     | Không phát hành                                | Không phát hành      | 22 tháng 8 năm 2006  |
| Madden NFL 08                                                                               | EA Tiburon                                        | EA Sports                                                                          | 2007-08-14NA     | Không phát hành                                | Không phát hành      | 14 tháng 8 năm 2007  |
| Major League Baseball 2K6                                                                   | Kush Games                                        | 2K Sports                                                                          | 2006-06-12NA     | Không phát hành                                | Không phát hành      | 12 tháng 6 năm 2006  |
| Mario Golf: Toadstool Tour                                                                  | Camelot Software Planning                         | Nintendo                                                                           | 2003-07-29NA     | 18 tháng 6 năm 2004                            | 5 tháng 9 năm 2003   | 29 tháng 7 năm 2003  |
| Mario Kart: Double Dash!!                                                                   | Nintendo EAD                                      | Nintendo                                                                           | 2003-11-07JP     | 14 tháng 11 năm 2003EU 20 tháng 11 năm 2003AUS | 7 tháng 11 năm 2003  | 17 tháng 11 năm 2003 |
| Mario Kart: Double Dash!! Bonus Disc                                                        | Nintendo EAD                                      | Nintendo                                                                           | 2003-11-17NA     | Không phát hành                                | Không phát hành      | 17 tháng 11 năm 2003 |
| Mario Party 4                                                                               | Hudson Soft                                       | Nintendo                                                                           | 2002-10-21NA     | 29 tháng 11 năm 2002                           | 8 tháng 11 năm 2002  | 21 tháng 10 năm 2002 |
| Mario Party 5                                                                               | Hudson Soft                                       | Nintendo                                                                           | 2003-11-10NA     | 5 tháng 12 năm 2003                            | 28 tháng 11 năm 2003 | 10 tháng 11 năm 2003 |
| Mario Party 6                                                                               | Hudson Soft                                       | Nintendo                                                                           | 2004-11-18JP     | 18 tháng 3 năm 2005                            | 18 tháng 11 năm 2004 | 6 tháng 12 năm 2004  |
| Mario Party 7                                                                               | Hudson Soft                                       | Nintendo                                                                           | 2005-11-07NA     | 10 tháng 2 năm 2006                            | 10 tháng 11 năm 2005 | 7 tháng 11 năm 2005  |
| Mario Power Tennis                                                                          | Camelot Software Planning                         | Nintendo                                                                           | 2004-10-28JP     | 25 tháng 2 năm 2005                            | 28 tháng 10 năm 2004 | 8 tháng 11 năm 2004  |
| Mario Superstar Baseball                                                                    | Namco                                             | Nintendo                                                                           | 2005-07-21JP     | 11 tháng 11 năm 2005                           | 21 tháng 7 năm 2005  | 29 tháng 8 năm 2005  |
| Mark Davis Pro Bass Challenge                                                               | SIMS Co., Ltd.                                    | Natsume                                                                            | 2005-09-20NA     | Không phát hành                                | Không phát hành      | 20 tháng 9 năm 2005  |
| Marvel Nemesis: Rise of the Imperfects                                                      | Nihilistic Software                               | Electronic Arts                                                                    | 2005-09-20NA     | 14 tháng 10 năm 2005                           | Không phát hành      | 20 tháng 9 năm 2005  |
| Mary-Kate and Ashley: Sweet 16 – Licensed to Drive                                          | n-Space                                           | Club Acclaim                                                                       | 2003-02-14NA     | 1 tháng 6 năm 2003                             | Không phát hành      | 14 tháng 2 năm 2003  |
| Mat Hoffman's Pro BMX 2                                                                     | Gratuitous Games                                  | Activision O2                                                                      | 2002-10-08NA     | 6 tháng 12 năm 2002                            | Không phát hành      | 8 tháng 10 năm 2002  |
| MaxPlay Classic Games Volume 1PAL                                                           | CodeJunkies                                       | CodeJunkies                                                                        | 2004-03-15PAL    | 15 tháng 3 năm 2004                            | Không phát hành      | Không phát hành      |
| MC Groovz Dance Craze                                                                       | Mad Catz                                          | Mad Catz                                                                           | 2004-11-22NA     | 23 tháng 6 năm 2005                            | Không phát hành      | 22 tháng 11 năm 2004 |
| Medabots Infinity                                                                           | Natsume                                           | Natsume, Ubisoft                                                                   | 2003-11-28JP     | 24 tháng 9 năm 2004                            | 28 tháng 11 năm 2003 | 14 tháng 12 năm 2003 |
| Medal of Honor: European Assault                                                            | EA Los Angeles                                    | EA Games                                                                           | 2005-06-07NA     | 17 tháng 6 năm 2005                            | 11 tháng 8 năm 2005  | 7 tháng 6 năm 2005   |
| Medal of Honor: Frontline                                                                   | EA Los Angeles                                    | EA Games                                                                           | 2002-11-10NA     | 6 tháng 12 năm 2002                            | Không phát hành      | 10 tháng 11 năm 2002 |
| Medal of Honor: Rising Sun                                                                  | EA Los Angeles                                    | EA Games                                                                           | 2003-11-11NA     | 28 tháng 11 năm 2003                           | 4 tháng 12 năm 2004  | 11 tháng 11 năm 2003 |
| Meet the Robinsons                                                                          | Avalanche Software                                | Disney Interactive Studios                                                         | 2007-03-27NA     | Không phát hành                                | Không phát hành      | 27 tháng 3 năm 2007  |
| Mega Man Anniversary Collection                                                             | Atomic Planet Entertainment                       | Capcom                                                                             | 2004-06-22NA     | Không phát hành                                | Không phát hành      | 22 tháng 6 năm 2004  |
| Mega Man Network Transmission                                                               | Arika                                             | Capcom                                                                             | 2003-03-06JP     | 26 tháng 6 năm 2003                            | 6 tháng 3 năm 2003   | 17 tháng 6 năm 2003  |
| Mega Man X Collection                                                                       | Capcom                                            | Capcom                                                                             | 2006-01-10NA     | Không phát hành                                | Không phát hành      | 10 tháng 1 năm 2006  |
| Mega Man X: Command Mission                                                                 | Capcom                                            | Capcom                                                                             | 2004-07-29JP     | 19 tháng 11 năm 2004                           | 29 tháng 7 năm 2004  | 21 tháng 9 năm 2004  |
| Men in Black II: Alien Escape                                                               | Infogrames Melbourne House                        | Infogrames                                                                         | 2003-02-07PAL    | 7 tháng 2 năm 2003                             | Không phát hành      | 27 tháng 2 năm 2003  |
| Mercedes-Benz World RacingPAL                                                               | Synetic                                           | TDK Mediactive                                                                     | 2004-04-08PAL    | 8 tháng 4 năm 2004                             | Không phát hành      | Không phát hành      |
| Metal Arms: Glitch in the System                                                            | Swingin' Ape Studios                              | Vivendi Universal Games                                                            | 2003-11-18NA     | 5 tháng 12 năm 2003                            | Không phát hành      | 18 tháng 11 năm 2003 |
| Metal Gear Solid: The Twin Snakes                                                           | Konami, Silicon Knights                           | Konami                                                                             | 2004-03-09NA     | 26 tháng 3 năm 2004                            | 11 tháng 3 năm 2004  | 9 tháng 3 năm 2004   |
| Metal Gear Solid: The Twin Snakes Special Disc                                              | Konami, Silicon Knights                           | Konami                                                                             | 2004-03-11JP     | Không phát hành                                | 11 tháng 3 năm 2004  | Không phát hành      |
| Metroid Prime                                                                               | Retro Studios                                     | Nintendo                                                                           | 2002-11-17NA     | 21 tháng 3 năm 2003                            | 28 tháng 2 năm 2003  | 17 tháng 11 năm 2002 |
| Metroid Prime 2: Echoes                                                                     | Retro Studios                                     | Nintendo                                                                           | 2004-11-15NA     | 26 tháng 11 năm 2004                           | 26 tháng 5 năm 2005  | 15 tháng 11 năm 2004 |
| Metroid Prime 2: Echoes Bonus Disc                                                          | Retro Studios                                     | Nintendo                                                                           | 2004-11-15NA     | Không phát hành                                | Không phát hành      | 15 tháng 11 năm 2004 |
| Micro MachinesPAL                                                                           | Infogrames Sheffield House                        | Infogrames                                                                         | 2003-01-17PAL    | 17 tháng 1 năm 2003                            | Không phát hành      | Không phát hành      |
| Midway Arcade Treasures                                                                     | Backbone Entertainment                            | Midway Games                                                                       | 2003-12-18NA     | Không phát hành                                | Không phát hành      | 18 tháng 12 năm 2003 |
| Midway Arcade Treasures 2                                                                   | Backbone Entertainment                            | Midway Games                                                                       | 2004-10-11NA     | Không phát hành                                | Không phát hành      | 11 tháng 10 năm 2004 |
| Midway Arcade Treasures 3                                                                   | Backbone Entertainment                            | Midway Games                                                                       | 2005-10-26NA     | Không phát hành                                | Không phát hành      | 26 tháng 10 năm 2005 |
| Minority Report: Everybody Runs                                                             | Treyarch                                          | Activision                                                                         | 2002-11-19NA     | 6 tháng 12 năm 2002                            | Không phát hành      | 19 tháng 11 năm 2002 |
| Mission: Impossible - Operation Surma                                                       | Paradigm Entertainment                            | Atari                                                                              | 2004-03-23NA     | 2 tháng 4 năm 2004                             | 25 tháng 3 năm 2004  | 23 tháng 3 năm 2004  |
| MLB Slugfest 20-03                                                                          | Gratuitous Games                                  | Midway Games                                                                       | 2002-09-03NA     | Không phát hành                                | Không phát hành      | 3 tháng 9 năm 2002   |
| MLB Slugfest 20-04                                                                          | Gratuitous Games                                  | Midway Games                                                                       | 2003-03-16NA     | Không phát hành                                | Không phát hành      | 16 tháng 3 năm 2003  |
| Momotarō Dentetsu 11: Black Bombee Shutsugen! No Maki                                       | Hudson Soft                                       | Hudson Soft                                                                        | 2002-12-05JP     | Không phát hành                                | 5 tháng 12 năm 2002  | Không phát hành      |
| Momotarō Dentetsu 12: Nishinihon Hen mo ari Masse!                                          | Hudson Soft                                       | Hudson Soft                                                                        | 2003-12-11JP     | Không phát hành                                | 11 tháng 12 năm 2003 | Không phát hành      |
| Monopoly Party                                                                              | Runecraft                                         | Infogrames Tomy (JP)                                                               | 2002-11-20NA     | 27 tháng 2 năm 2003                            | 31 tháng 7 năm 2003  | 20 tháng 11 năm 2002 |
| Monster 4x4: Masters of Metal                                                               | Ubisoft Barcelona                                 | UbiSoft                                                                            | 2003-12-10NA     | Không phát hành                                | Không phát hành      | 10 tháng 12 năm 2003 |
| Monster House                                                                               | Artificial Mind and Movement                      | THQ                                                                                | 2006-07-18NA     | 4 tháng 8 năm 2006                             | Không phát hành      | 18 tháng 7 năm 2006  |
| Monster Jam: Maximum Destruction                                                            | Inland Productions                                | Ubisoft                                                                            | 2002-12-06PAL    | 6 tháng 12 năm 2002                            | Không phát hành      | 29 tháng 12 năm 2002 |
| Monsters, Inc. Scream Arena                                                                 | Radical Entertainment                             | THQ                                                                                | 2002-09-14NA     | 11 tháng 4 năm 2003                            | Không phát hành      | 14 tháng 9 năm 2002  |
| Mortal Kombat: Deadly Alliance                                                              | Midway Games                                      | Midway Games                                                                       | 2002-11-17NA     | 14 tháng 2 năm 2003                            | Không phát hành      | 17 tháng 11 năm 2002 |
| Mortal Kombat: Deception                                                                    | Midway Games                                      | Midway Games                                                                       | 2005-03-01NA     | Không phát hành                                | Không phát hành      | 1 tháng 3 năm 2005   |
| Mr. Driller: Drill Land                                                                     | Namco                                             | Namco                                                                              | 2002-12-20JP     | Không phát hành                                | 20 tháng 12 năm 2002 | Không phát hành      |
| Muppets Party Cruise                                                                        | Mass Media                                        | TDK Mediactive                                                                     | 2003-11-11NA     | Không phát hành                                | Không phát hành      | 11 tháng 11 năm 2003 |
| Muscle Champion: Kinnikujima no Kessen                                                      | Konami                                            | Konami                                                                             | 2002-11-21JP     | Không phát hành                                | 21 tháng 11 năm 2002 | Không phát hành      |
| Mutsu Tonohohon                                                                             | Takara Tomy                                       | Takara Tomy                                                                        | 2002-07-19JP     | Không phát hành                                | 19 tháng 7 năm 2002  | Không phát hành      |
| MVP Baseball 2004                                                                           | EA Canada                                         | EA Sports                                                                          | 2004-03-09NA     | Không phát hành                                | Không phát hành      | 9 tháng 3 năm 2004   |
| MVP Baseball 2005                                                                           | EA Canada                                         | EA Sports                                                                          | 2005-02-22NA     | Không phát hành                                | Không phát hành      | 22 tháng 2 năm 2005  |
| MX Superfly                                                                                 | Locomotive Games                                  | THQ                                                                                | 2002-06-25NA     | 4 tháng 10 năm 2002                            | Không phát hành      | 25 tháng 6 năm 2002  |
| Mystic Heroes                                                                               | Koei                                              | Koei                                                                               | 2002-03-29JP     | 13 tháng 12 năm 2002                           | 29 tháng 3 năm 2002  | 30 tháng 9 năm 2002  |
| Namco Museum                                                                                | Mass Media                                        | Namco                                                                              | 2002-10-09NA     | Không phát hành                                | Không phát hành      | 9 tháng 10 năm 2002  |
| Namco Museum 50th Anniversary                                                               | Backbone Entertainment                            | Namco Electronic Arts (EU)                                                         | 2005-08-30NA     | 5 tháng 5 năm 2006                             | Không phát hành      | 30 tháng 8 năm 2005  |
| Naruto: Clash of Ninja                                                                      | Eighting                                          | D3 Publisher, Tomy                                                                 | 2002-12-19JP     | Không phát hành                                | 19 tháng 12 năm 2002 | 17 tháng 11 năm 2005 |
| Naruto: Clash of Ninja 2 •Naruto: Clash of NinjaPAL                                         | Eighting                                          | D3 Publisher, Tomy                                                                 | 2003-12-04JP     | 24 tháng 11 năm 2006                           | 4 tháng 12 năm 2003  | 26 tháng 9 năm 2006  |
| Naruto: Gekitō Ninja Taisen! 3                                                              | Eighting                                          | Tomy                                                                               | 2004-11-20JP     | Không phát hành                                | 20 tháng 11 năm 2004 | Không phát hành      |
| Naruto: Gekitō Ninja Taisen! 4                                                              | Eighting                                          | Tomy                                                                               | 2005-11-21JP     | Không phát hành                                | 21 tháng 11 năm 2005 | Không phát hành      |
| NASCAR 2005: Chase for the Cup                                                              | EA Tiburon                                        | EA Sports                                                                          | 2004-09-04NA     | Không phát hành                                | Không phát hành      | 4 tháng 9 năm 2004   |
| NASCAR Thunder 2003                                                                         | EA Sports                                         | EA Sports                                                                          | 2002-09-19NA     | Không phát hành                                | Không phát hành      | 19 tháng 9 năm 2002  |
| NASCAR: Dirt to Daytona                                                                     | Monster Games                                     | Infogrames                                                                         | 2002-11-27NA     | Không phát hành                                | Không phát hành      | 27 tháng 11 năm 2002 |
| NBA 2K2                                                                                     | Visual Concepts                                   | Sega                                                                               | 2002-03-20NA     | Không phát hành                                | Không phát hành      | 20 tháng 3 năm 2002  |
| NBA 2K3                                                                                     | Visual Concepts                                   | Sega                                                                               | 2002-10-07NA     | 28 tháng 3 năm 2003                            | Không phát hành      | 7 tháng 10 năm 2002  |
| NBA Courtside 2002                                                                          | Left Field Productions                            | Nintendo                                                                           | 2002-01-13NA     | 24 tháng 5 năm 2002                            | 29 tháng 3 năm 2002  | 13 tháng 1 năm 2002  |
| NBA Live 2003                                                                               | EA Canada                                         | EA Sports                                                                          | 2002-10-08NA     | 6 tháng 12 năm 2002                            | Không phát hành      | 8 tháng 10 năm 2002  |
| NBA Live 2004                                                                               | EA Canada                                         | EA Sports                                                                          | 2003-10-15NA     | 7 tháng 11 năm 2003                            | Không phát hành      | 15 tháng 10 năm 2003 |
| NBA Live 2005                                                                               | EA Canada                                         | EA Sports                                                                          | 2004-09-28NA     | 29 tháng 10 năm 2004                           | Không phát hành      | 28 tháng 9 năm 2004  |
| NBA Live 06                                                                                 | EA Canada                                         | EA Sports                                                                          | 2005-09-26NA     | 7 tháng 10 năm 2005                            | Không phát hành      | 26 tháng 9 năm 2005  |
| NBA Street                                                                                  | EA Canada                                         | EA Sports BIG                                                                      | 2002-02-17NA     | Không phát hành                                | 22 tháng 3 năm 2002  | 17 tháng 2 năm 2002  |
| NBA Street Vol. 2                                                                           | EA Canada                                         | EA Sports BIG                                                                      | 2003-04-28NA     | 2 tháng 5 năm 2003                             | Không phát hành      | 28 tháng 4 năm 2003  |
| NBA Street V3                                                                               | EA Canada                                         | EA Sports BIG                                                                      | 2005-02-08NA     | 18 tháng 2 năm 2005                            | 26 tháng 5 năm 2005  | 8 tháng 2 năm 2005   |
| NCAA College Basketball 2K3                                                                 | Kush Games                                        | Sega                                                                               | 2002-12-02NA     | Không phát hành                                | Không phát hành      | 2 tháng 12 năm 2002  |
| NCAA College Football 2K3                                                                   | Visual Concepts                                   | Sega                                                                               | 2002-09-09NA     | Không phát hành                                | Không phát hành      | 9 tháng 9 năm 2002   |
| NCAA Football 2003                                                                          | EA Sports                                         | EA Sports                                                                          | 2002-07-20NA     | Không phát hành                                | Không phát hành      | 20 tháng 7 năm 2002  |
| NCAA Football 2004                                                                          | EA Sports                                         | EA Sports                                                                          | 2003-07-16NA     | Không phát hành                                | Không phát hành      | 16 tháng 7 năm 2003  |
| NCAA Football 2005                                                                          | EA Sports                                         | EA Sports                                                                          | 2004-07-15NA     | Không phát hành                                | Không phát hành      | 15 tháng 7 năm 2004  |
| Need for Speed: Carbon                                                                      | EA Canada                                         | Electronic Arts                                                                    | 2006-10-31NA     | 3 tháng 11 năm 2006                            | Không phát hành      | 31 tháng 10 năm 2006 |
| Need for Speed: Hot Pursuit 2                                                               | EA Seattle                                        | EA Games                                                                           | 2002-09-30NA     | 25 tháng 10 năm 2002                           | Không phát hành      | 30 tháng 9 năm 2002  |
| Need for Speed: Most Wanted                                                                 | EA Canada                                         | Electronic Arts                                                                    | 2005-11-15NA     | 25 tháng 11 năm 2005                           | 22 tháng 12 năm 2005 | 15 tháng 11 năm 2005 |
| Need for Speed: Underground                                                                 | EA Black Box                                      | EA Games                                                                           | 2003-11-17NA     | 21 tháng 11 năm 2003                           | 25 tháng 12 năm 2003 | 17 tháng 11 năm 2003 |
| Need for Speed: Underground 2                                                               | EA Black Box                                      | EA Games                                                                           | 2004-11-15NA     | 19 tháng 11 năm 2004                           | 22 tháng 12 năm 2004 | 15 tháng 11 năm 2004 |
| Neighbours from HellPAL                                                                     | JoWooD Vienna                                     | JoWooD Productions                                                                 | 2005-03-04PAL    | 4 tháng 3 năm 2005                             | Không phát hành      | Không phát hành      |
| NFL 2K3                                                                                     | Visual Concepts                                   | Sega                                                                               | 2002-08-21NA     | 28 tháng 3 năm 2003                            | Không phát hành      | 21 tháng 8 năm 2002  |
| NFL Blitz 20-02                                                                             | Point of View, Inc.                               | Midway Games                                                                       | 2002-03-18NA     | Không phát hành                                | Không phát hành      | 18 tháng 3 năm 2002  |
| NFL Blitz 20-03                                                                             | Point of View, Inc.                               | Midway Games                                                                       | 2002-08-12NA     | Không phát hành                                | Không phát hành      | 12 tháng 8 năm 2002  |
| NFL Blitz Pro                                                                               | Midway Games                                      | Midway Games                                                                       | 2003-12-02NA     | Không phát hành                                | Không phát hành      | 2 tháng 12 năm 2003  |
| NFL Quarterback Club 2002                                                                   | Acclaim Studios Austin                            | Acclaim Sports                                                                     | 2001-12-14NA     | Không phát hành                                | Không phát hành      | 14 tháng 12 năm 2001 |
| NFL Street                                                                                  | EA Tiburon                                        | EA Sports                                                                          | 2004-01-14NA     | 30 tháng 1 năm 2004                            | Không phát hành      | 14 tháng 1 năm 2004  |
| NFL Street 2                                                                                | EA Tiburon                                        | EA Sports                                                                          | 2004-12-22NA     | 28 tháng 1 năm 2005                            | Không phát hành      | 22 tháng 12 năm 2004 |
| NHL 2003                                                                                    | EA Sports                                         | EA Sports                                                                          | 2002-09-30NA     | 25 tháng 10 năm 2002                           | Không phát hành      | 30 tháng 9 năm 2002  |
| NHL 2004                                                                                    | EA Sports                                         | EA Sports                                                                          | 2003-09-22NA     | 10 tháng 10 năm 2003                           | Không phát hành      | 22 tháng 9 năm 2003  |
| NHL 2005                                                                                    | EA Sports                                         | EA Sports                                                                          | 2004-09-20NA     | 8 tháng 10 năm 2004                            | Không phát hành      | 20 tháng 9 năm 2004  |
| NHL 06                                                                                      | EA Sports                                         | EA Sports                                                                          | 2005-09-06NA     | 23 tháng 9 năm 2005                            | Không phát hành      | 6 tháng 9 năm 2005   |
| NHL 2K3                                                                                     | Treyarch                                          | Sega                                                                               | 2002-12-11NA     | 28 tháng 3 năm 2003                            | Không phát hành      | 11 tháng 12 năm 2002 |
| NHL Hitz 20-02                                                                              | Black Box Games                                   | Midway Games                                                                       | 2001-11-18NA     | 3 tháng 5 năm 2002                             | Không phát hành      | 18 tháng 11 năm 2001 |
| NHL Hitz 20-03                                                                              | Black Box Games                                   | Midway Games                                                                       | 2002-09-16NA     | 1 tháng 11 năm 2002                            | Không phát hành      | 16 tháng 9 năm 2002  |
| NHL Hitz Pro                                                                                | Next Level Games                                  | Midway Games                                                                       | 2003-09-25NA     | Không phát hành                                | Không phát hành      | 25 tháng 9 năm 2003  |
| Nickelodeon Party Blast                                                                     | Data Design Interactive                           | Infogrames                                                                         | 2002-12-06NA,PAL | 6 tháng 12 năm 2002                            | Không phát hành      | 6 tháng 12 năm 2002  |
| Nicktoons: Battle for Volcano Island                                                        | Blue Tongue Entertainment                         | THQ                                                                                | 2006-10-24NA     | Không phát hành                                | Không phát hành      | 24 tháng 10 năm 2006 |
| Nicktoons Unite! •SpongeBob SquarePants & Friends: Unite!PAL                                | Blue Tongue Entertainment                         | THQ                                                                                | 2005-10-27NA     | 3 tháng 3 năm 2006                             | Không phát hành      | 27 tháng 10 năm 2005 |
| Nintendo GameCube Preview Disc                                                              | Nintendo                                          | Nintendo                                                                           | 2003-05-30NA     | Không phát hành                                | Không phát hành      | 30 tháng 5 năm 2003  |
| Nintendo Puzzle Collection                                                                  | Intelligent Systems, Nintendo Software Technology | Nintendo                                                                           | 2003-02-07JP     | Không phát hành                                | 7 tháng 2 năm 2003   | Không phát hành      |
| Odama •Yoot Saito's Odama                                                                   | Vivarium                                          | Nintendo                                                                           | 2006-03-31PAL    | 31 tháng 3 năm 2006                            | 13 tháng 4 năm 2006  | 10 tháng 4 năm 2006  |
| Ohenro-San                                                                                  | Panasonic Corporation                             | Panasonic Corporation                                                              | 2003-04-24JP     | Không phát hành                                | 24 tháng 4 năm 2003  | Không phát hành      |
| One Piece: Grand Adventure                                                                  | Ganbarion                                         | Namco Bandai Games                                                                 | 2006-08-29NA     | Không phát hành                                | Không phát hành      | 29 tháng 8 năm 2006  |
| One Piece: Grand Battle! 3                                                                  | Ganbarion                                         | Bandai                                                                             | 2003-12-11JP     | Không phát hành                                | 11 tháng 12 năm 2003 | Không phát hành      |
| One Piece: Grand Battle! Rush                                                               | Ganbarion                                         | Bandai                                                                             | 2005-03-17JP     | Không phát hành                                | 17 tháng 3 năm 2005  | 7 tháng 9 năm 2005   |
| One Piece: Pirates' Carnival                                                                | Bandai                                            | Bandai, Namco Bandai Games                                                         | 2005-11-23JP     | Không phát hành                                | 23 tháng 11 năm 2005 | 12 tháng 9 năm 2006  |
| One Piece: Treasure Battle!                                                                 | Bandai                                            | Bandai                                                                             | 2002-11-01JP     | Không phát hành                                | 1 tháng 11 năm 2002  | Không phát hành      |
| Open Season                                                                                 | Ubisoft Montreal                                  | Ubisoft                                                                            | 2006-09-19NA     | 6 tháng 10 năm 2006                            | Không phát hành      | 19 tháng 9 năm 2006  |
| Outlaw Golf                                                                                 | Hypnotix                                          | Simon & Schuster, TDK Mediactive                                                   | 2002-10-29NA     | 24 tháng 6 năm 2003                            | Không phát hành      | 29 tháng 10 năm 2002 |
| Over the Hedge                                                                              | Edge of Reality                                   | Activision                                                                         | 2006-05-09NA     | 23 tháng 6 năm 2006                            | Không phát hành      | 9 tháng 5 năm 2006   |
| P.N.03                                                                                      | Capcom                                            | Capcom                                                                             | 2003-03-27JP     | 29 tháng 8 năm 2003                            | 27 tháng 3 năm 2003  | 9 tháng 9 năm 2003   |
| Pac-Man Fever                                                                               | Mass Media                                        | Namco                                                                              | 2002-09-03NA     | Không phát hành                                | Không phát hành      | 3 tháng 9 năm 2002   |
| Pac-Man Vs.                                                                                 | Nintendo EAD                                      | Namco                                                                              | 2003-12-02NA     | 26 tháng 3 năm 2004                            | Không phát hành      | 2 tháng 12 năm 2003  |
| Pac-Man World 2                                                                             | Namco                                             | Namco                                                                              | 2002-03-19NA     | 21 tháng 3 năm 2003                            | Không phát hành      | 19 tháng 3 năm 2002  |
| Pac-Man World 3                                                                             | Blitz Games                                       | Namco Electronic Arts (EU)                                                         | 2005-11-17NA     | 23 tháng 6 năm 2006                            | Không phát hành      | 17 tháng 11 năm 2005 |
| Pac-Man World Rally                                                                         | Smart Bomb Interactive                            | Namco Bandai Games                                                                 | 2006-08-22NA     | Không phát hành                                | Không phát hành      | 22 tháng 8 năm 2006  |
| Paper Mario: The Thousand-Year Door                                                         | Intelligent Systems                               | Nintendo                                                                           | 2004-07-22JP     | 12 tháng 11 năm 2004                           | 22 tháng 7 năm 2004  | 11 tháng 10 năm 2004 |
| Peter Jackson's King Kong: The Official Game of the Movie                                   | Ubisoft Montreal                                  | Ubisoft                                                                            | 2005-11-17PAL    | 17 tháng 11 năm 2005                           | Không phát hành      | 21 tháng 11 năm 2005 |
| Phantasy Star Online Episode I & II                                                         | Sonic Team                                        | Sega                                                                               | 2002-09-12JP     | 7 tháng 3 năm 2003                             | 12 tháng 9 năm 2002  | 29 tháng 10 năm 2002 |
| Phantasy Star Online Episode I & II Plus                                                    | Sonic Team                                        | Sega                                                                               | 2003-11-27JP     | Không phát hành                                | 27 tháng 11 năm 2003 | 15 tháng 9 năm 2004  |
| Phantasy Star Online Episode III: C.A.R.D. Revolution                                       | Sonic Team                                        | Sega                                                                               | 2003-11-27JP     | 11 tháng 6 năm 2004                            | 27 tháng 11 năm 2003 | 2 tháng 3 năm 2004   |
| Piglet's Big Game                                                                           | Doki Denki Studio                                 | Gotham Games                                                                       | 2003-03-19NA     | 2 tháng 7 năm 2003                             | Không phát hành      | 19 tháng 3 năm 2003  |
| Pikmin                                                                                      | Nintendo Entertainment Analysis and Development   | Nintendo                                                                           | 2001-10-26JP     | 14 tháng 6 năm 2002                            | 26 tháng 10 năm 2001 | 3 tháng 12 năm 2001  |
| Pikmin 2                                                                                    | Nintendo Entertainment Analysis and Development   | Nintendo                                                                           | 2004-04-29JP     | 8 tháng 10 năm 2004EU 4 tháng 11 năm 2004AUS   | 29 tháng 4 năm 2004  | 30 tháng 8 năm 2004  |
| Pinball Hall of Fame: The Gottlieb Collection                                               | FarSight Studios                                  | Crave Entertainment                                                                | 2005-03-20NA     | Không phát hành                                | Không phát hành      | 20 tháng 3 năm 2005  |
| Pitfall: The Lost Expedition                                                                | Edge of Reality                                   | Activision                                                                         | 2004-02-18NA     | 20 tháng 2 năm 2004                            | Không phát hành      | 18 tháng 2 năm 2004  |
| Pokémon Box: Ruby and Sapphire                                                              | Nintendo                                          | Nintendo                                                                           | 2003-05-30JP     | 14 tháng 5 năm 2004                            | 30 tháng 5 năm 2003  | 12 tháng 7 năm 2004  |
| Pokémon Channel                                                                             | Ambrella                                          | Nintendo                                                                           | 2003-07-18JP     | 2 tháng 4 năm 2004                             | 18 tháng 7 năm 2003  | 1 tháng 12 năm 2003  |
| Pokémon Colosseum                                                                           | Genius Sonority                                   | Nintendo                                                                           | 2003-11-21JP     | 14 tháng 5 năm 2004                            | 21 tháng 11 năm 2003 | 22 tháng 3 năm 2004  |
| Pokémon Colosseum Bonus Disc                                                                | Genius Sonority                                   | Nintendo                                                                           | 2003-11-21JP     | 14 tháng 5 năm 2004                            | 21 tháng 11 năm 2003 | 22 tháng 3 năm 2004  |
| Pokémon XD: Gale of Darkness                                                                | Genius Sonority                                   | Nintendo                                                                           | 2005-08-05JP     | 18 tháng 11 năm 2005                           | 5 tháng 8 năm 2005   | 3 tháng 10 năm 2005  |
| The Polar Express                                                                           | Blue Tongue Entertainment                         | THQ                                                                                | 2004-11-02NA     | 22 tháng 11 năm 2004                           | Không phát hành      | 2 tháng 11 năm 2004  |
| Pool Edge                                                                                   | NDcube                                            | Media Kite                                                                         | 2002-10-25JP     | Không phát hành                                | 25 tháng 10 năm 2002 | Không phát hành      |
| Pool Paradise                                                                               | Ignition Entertainment                            | Ignition Entertainment                                                             | 2004-03-15PAL    | 15 tháng 3 năm 2004                            | Không phát hành      | 30 tháng 6 năm 2004  |
| Power Rangers: Dino Thunder                                                                 | Locomotive Games                                  | THQ                                                                                | 2004-09-14NA     | 26 tháng 11 năm 2004                           | Không phát hành      | 14 tháng 9 năm 2004  |
| The Powerpuff Girls: Relish Rampage - Pickled Edition                                       | VIS Entertainment                                 | BAM! Entertainment                                                                 | 2002-12-15NA     | 6 tháng 2 năm 2004                             | Không phát hành      | 15 tháng 12 năm 2002 |
| Prince of Persia: The Sands of Time                                                         | Ubisoft Montreal                                  | Ubisoft                                                                            | 2003-11-18NA     | 20 tháng 2 năm 2004                            | Không phát hành      | 18 tháng 11 năm 2003 |
| Prince of Persia: The Two Thrones                                                           | Ubisoft Montreal                                  | Ubisoft                                                                            | 2005-12-01NA     | 9 tháng 12 năm 2005                            | Không phát hành      | 1 tháng 12 năm 2005  |
| Prince of Persia: Warrior Within                                                            | Ubisoft Montreal                                  | Ubisoft                                                                            | 2004-11-30NA     | 3 tháng 12 năm 2004                            | Không phát hành      | 30 tháng 11 năm 2004 |
| Pro Rally                                                                                   | Ubisoft Barcelona                                 | Ubisoft                                                                            | 2002-10-04PAL    | 4 tháng 10 năm 2002                            | Không phát hành      | 11 tháng 11 năm 2002 |
| Puyo Pop Fever                                                                              | Sonic Team                                        | Sega                                                                               | 2004-02-27PAL    | 27 tháng 2 năm 2004                            | 24 tháng 3 năm 2004  | 20 tháng 7 năm 2004  |
| R: Racing Evolution •R: RacingPAL                                                           | Namco                                             | Namco Electronic Arts (EU)                                                         | 2003-11-27JP     | 2 tháng 4 năm 2004                             | 27 tháng 11 năm 2003 | 9 tháng 12 năm 2003  |
| Radirgy GeneriC                                                                             | Milestone                                         | Milestone                                                                          | 2006-05-25JP     | Không phát hành                                | 25 tháng 5 năm 2006  | Không phát hành      |
| Rally Championship                                                                          | Warthog Games                                     | Encore Software, Eidos Interactive                                                 | 2003-02-07PAL    | 7 tháng 2 năm 2003                             | Không phát hành      | 30 tháng 7 năm 2003  |
| Rampage: Total Destruction                                                                  | Pipeworks Software                                | Midway Games                                                                       | 2006-04-24NA     | Không phát hành                                | Không phát hành      | 24 tháng 4 năm 2006  |
| Ratatouille                                                                                 | Heavy Iron Studios                                | THQ                                                                                | 2007-06-26NA     | 3 tháng 8 năm 2007                             | Không phát hành      | 26 tháng 6 năm 2007  |
| Rave Master                                                                                 | Konami                                            | Konami                                                                             | 2002-03-20JP     | Không phát hành                                | 20 tháng 3 năm 2002  | 8 tháng 3 năm 2005   |
| Rayman 3: Hoodlum Havoc                                                                     | Ubisoft Montpellier                               | Ubisoft                                                                            | 2003-02-21PAL    | 21 tháng 2 năm 2003                            | 22 tháng 10 năm 2004 | 2 tháng 3 năm 2003   |
| Rayman Arena                                                                                | Ubisoft Montpellier                               | Ubisoft                                                                            | 2002-09-24NA     | Không phát hành                                | Không phát hành      | 24 tháng 9 năm 2002  |
| Red Faction II                                                                              | THQ, Volition                                     | THQ                                                                                | 2003-03-31NA     | 6 tháng 6 năm 2003                             | Không phát hành      | 31 tháng 3 năm 2003  |
| RedCard 20-03                                                                               | Point of View, Inc.                               | Midway Games                                                                       | 2002-06-24NA     | 5 tháng 7 năm 2002                             | Không phát hành      | 24 tháng 6 năm 2002  |
| Rei Fighter Gekitsui Senki                                                                  | Global A Entertainment                            | Global A Entertainment                                                             | 2003-03-06JP     | Không phát hành                                | 6 tháng 3 năm 2003   | Không phát hành      |
| Reign of Fire                                                                               | Kuju Entertainment                                | BAM! Entertainment                                                                 | 2002-11-26NA     | 29 tháng 11 năm 2002                           | Không phát hành      | 26 tháng 11 năm 2002 |
| Resident Evil                                                                               | Capcom                                            | Capcom                                                                             | 2002-03-22JP     | 13 tháng 9 năm 2002                            | 22 tháng 3 năm 2002  | 30 tháng 4 năm 2002  |
| Resident Evil 2                                                                             | Capcom                                            | Capcom                                                                             | 2003-01-16NA     | 30 tháng 5 năm 2003                            | 23 tháng 1 năm 2003  | 16 tháng 1 năm 2003  |
| Resident Evil 3: Nemesis                                                                    | Capcom                                            | Capcom                                                                             | 2003-01-15NA     | 30 tháng 5 năm 2003                            | 23 tháng 1 năm 2003  | 15 tháng 1 năm 2003  |
| Resident Evil 4                                                                             | Capcom                                            | Capcom                                                                             | 2005-01-11NA     | 18 tháng 3 năm 2005                            | 27 tháng 1 năm 2005  | 11 tháng 1 năm 2005  |
| Resident Evil Code: Veronica X                                                              | Capcom                                            | Capcom                                                                             | 2003-08-07JP     | 12 tháng 3 năm 2004                            | 7 tháng 8 năm 2003   | 3 tháng 12 năm 2003  |
| Resident Evil Zero                                                                          | Capcom                                            | Capcom                                                                             | 2002-11-10NA     | 7 tháng 3 năm 2003                             | 21 tháng 11 năm 2002 | 10 tháng 11 năm 2002 |
| Ribbit King                                                                                 | Infinity, Jamsworks                               | Bandai                                                                             | 2003-07-11JP     | 3 tháng 9 năm 2004                             | 11 tháng 7 năm 2003  | 8 tháng 6 năm 2004   |
| Road Trip: The Arcade Edition •Gadget RacersPAL                                             | Hudson Soft                                       | Takara, Conspiracy Entertainment, Zoo Digital Publishing                           | 2002-12-19JP     | 5 tháng 12 năm 2003                            | 19 tháng 12 năm 2002 | 15 tháng 5 năm 2004  |
| RoadKill                                                                                    | Terminal Reality                                  | Midway Games                                                                       | 2003-10-01PAL    | Không phát hành                                | Không phát hành      | 30 tháng 10 năm 2003 |
| RoboCop                                                                                     | Titus Interactive Studio                          | Titus Japan K.K.                                                                   | 2004-03-04JP     | Không phát hành                                | 4 tháng 3 năm 2004   | Không phát hành      |
| Robotech: Battlecry                                                                         | Vicious Cycle Software                            | TDK Mediactive                                                                     | 2002-10-11NA     | 21 tháng 3 năm 2003                            | Không phát hành      | 11 tháng 10 năm 2002 |
| Robots                                                                                      | Eurocom                                           | Vivendi Universal Games                                                            | 2005-02-24NA     | 11 tháng 3 năm 2005                            | 28 tháng 7 năm 2005  | 24 tháng 2 năm 2005  |
| Rocket Power: Beach Bandits                                                                 | Evolution Games                                   | THQ                                                                                | 2002-09-24NA     | 25 tháng 10 năm 2002                           | Không phát hành      | 24 tháng 9 năm 2002  |
| Rocky                                                                                       | Rage Software                                     | Rage Software Ubisoft                                                              | 2002-11-17NA     | 22 tháng 11 năm 2002                           | Không phát hành      | 17 tháng 11 năm 2002 |
| Rogue Ops                                                                                   | Bits Studios                                      | Kemco                                                                              | 2003-10-29NA     | 6 tháng 2 năm 2004                             | 26 tháng 2 năm 2004  | 29 tháng 10 năm 2003 |
| Rugrats: Royal Ransom                                                                       | Avalanche Software                                | THQ                                                                                | 2002-11-27NA     | 11 tháng 4 năm 2003                            | Không phát hành      | 27 tháng 11 năm 2002 |
| Samurai Jack: The Shadow of Aku                                                             | Adrenium Games                                    | Sega                                                                               | 2004-03-24NA     | 6 tháng 8 năm 2004                             | Không phát hành      | 24 tháng 3 năm 2004  |
| Scaler                                                                                      | Artificial Mind and Movement                      | Global Star Software, Take-Two Interactive                                         | 2004-11-17NA     | Không phát hành                                | Không phát hành      | 17 tháng 11 năm 2004 |
| Scooby Doo: Mystery Mayhem                                                                  | Artificial Mind and Movement                      | THQ                                                                                | 2004-03-02NA     | 26 tháng 3 năm 2004                            | Không phát hành      | 2 tháng 3 năm 2004   |
| Scooby-Doo! Night of 100 Frights                                                            | Heavy Iron Studios                                | THQ                                                                                | 2002-09-16NA     | 22 tháng 11 năm 2002                           | Không phát hành      | 16 tháng 9 năm 2002  |
| Scooby-Doo! Unmasked                                                                        | Artificial Mind and Movement                      | THQ                                                                                | 2005-09-12NA     | 23 tháng 9 năm 2005                            | Không phát hành      | 12 tháng 9 năm 2005  |
| The Scorpion King: Rise of the Akkadian                                                     | Point of View, Inc.                               | Vivendi Universal Games                                                            | 2002-09-11NA     | 29 tháng 11 năm 2002                           | Không phát hành      | 11 tháng 9 năm 2002  |
| SD Gundam Gashapon Wars                                                                     | Bandai Entertainment                              | Bandai                                                                             | 2005-12-01NA     | Không phát hành                                | 1 tháng 12 năm 2005  | Không phát hành      |
| Sea World: Shamu's Deep Sea Adventures                                                      | Magic Wand Productions                            | Activision                                                                         | 2005-11-08NA     | 16 tháng 3 năm 2006                            | Không phát hành      | 8 tháng 11 năm 2005  |
| Second Sight                                                                                | Free Radical Design                               | Codemasters                                                                        | 2004-09-03PAL    | 3 tháng 9 năm 2004                             | Không phát hành      | 21 tháng 9 năm 2004  |
| Sega Soccer Slam                                                                            | Black Box Games                                   | Sega                                                                               | 2002-03-18NA     | 18 tháng 10 năm 2002                           | 26 tháng 9 năm 2002  | 18 tháng 3 năm 2002  |
| Serious Sam: Next Encounter                                                                 | Climax Solent                                     | Global Star Software                                                               | 2004-04-12NA     | 30 tháng 4 năm 2004                            | Không phát hành      | 12 tháng 4 năm 2004  |
| Shadow the Hedgehog                                                                         | Sonic Team                                        | Sega                                                                               | 2005-11-15NA     | 18 tháng 11 năm 2005                           | 15 tháng 12 năm 2005 | 15 tháng 11 năm 2005 |
| Shaman King: Soul Fight                                                                     | Tuning Electronic                                 | Bandai                                                                             | 2003-03-28JP     | Không phát hành                                | 28 tháng 3 năm 2003  | Không phát hành      |
| Shark Tale                                                                                  | Edge of Reality                                   | Activision, Taito (JP)                                                             | 2004-09-27NA     | 1 tháng 10 năm 2004                            | 3 tháng 3 năm 2005   | 27 tháng 9 năm 2004  |
| Shikigami no Shiro II                                                                       | Kids Station                                      | Alfa System                                                                        | 2003-10-24JP     | Không phát hành                                | 24 tháng 10 năm 2003 | Không phát hành      |
| Shinseiki GPX Cyber Formula: Road to the Evolution                                          | Atelier-Sai                                       | Sunrise Interactive                                                                | 2004-07-29JP     | Không phát hành                                | 29 tháng 7 năm 2004  | Không phát hành      |
| Shrek 2                                                                                     | Luxoflux                                          | Activision                                                                         | 2004-04-28NA     | 18 tháng 6 năm 2004                            | Không phát hành      | 28 tháng 4 năm 2004  |
| Shrek Extra Large                                                                           | Digital Illusions CE                              | TDK Mediactive                                                                     | 2002-10-31NA     | 24 tháng 10 năm 2003                           | Không phát hành      | 31 tháng 10 năm 2002 |
| Shrek Smash n' Crash Racing                                                                 | Torus Games                                       | Activision                                                                         | 2006-11-21NA     | 16 tháng 3 năm 2007                            | Không phát hành      | 21 tháng 11 năm 2006 |
| Shrek: Super Party                                                                          | Mass Media                                        | TDK Mediactive                                                                     | 2003-05-30NA,PAL | 30 tháng 5 năm 2003                            | Không phát hành      | 30 tháng 5 năm 2003  |
| Shrek SuperSlam                                                                             | Shaba Games                                       | Activision                                                                         | 2005-10-25NA     | 18 tháng 11 năm 2005                           | Không phát hành      | 25 tháng 10 năm 2005 |
| The Simpsons: Hit & Run                                                                     | Radical Entertainment                             | Vivendi Universal Games                                                            | 2003-09-16NA     | 31 tháng 10 năm 2003                           | Không phát hành      | 16 tháng 9 năm 2003  |
| The Simpsons: Road Rage                                                                     | Radical Entertainment                             | Electronic Arts                                                                    | 2001-12-17NA     | 17 tháng 5 năm 2002EU 30 tháng 10 năm 2003AUS  | Không phát hành      | 17 tháng 12 năm 2001 |
| The Sims                                                                                    | Edge Of Reality                                   | EA Games                                                                           | 2003-03-25NA     | 4 tháng 4 năm 2003                             | 22 tháng 1 năm 2004  | 25 tháng 3 năm 2003  |
| The Sims 2                                                                                  | Maxis                                             | Electronic Arts                                                                    | 2005-10-24NA     | 4 tháng 11 năm 2005                            | Không phát hành      | 24 tháng 10 năm 2005 |
| The Sims 2: Pets                                                                            | Maxis                                             | Electronic Arts                                                                    | 2006-10-17NA     | 20 tháng 10 năm 2006                           | Không phát hành      | 17 tháng 10 năm 2006 |
| The Sims Bustin' Out                                                                        | Maxis                                             | EA Games                                                                           | 2003-12-15NA     | 19 tháng 12 năm 2003                           | Không phát hành      | 15 tháng 12 năm 2003 |
| Skies of Arcadia Legends                                                                    | Overworks                                         | Sega                                                                               | 2002-12-26JP     | 23 tháng 5 năm 2003                            | 26 tháng 12 năm 2002 | 27 tháng 1 năm 2003  |
| Smashing Drive                                                                              | Point of View, Inc.                               | Namco                                                                              | 2002-02-18NA     | Không phát hành                                | Không phát hành      | 18 tháng 2 năm 2002  |
| Smuggler's Run: Warzones                                                                    | Rockstar San Diego                                | Rockstar Games                                                                     | 2002-08-07NA     | 18 tháng 10 năm 2002                           | Không phát hành      | 7 tháng 8 năm 2002   |
| Sonic Adventure DX: Director's Cut                                                          | Sonic Team                                        | Sega                                                                               | 2003-06-18NA     | 27 tháng 6 năm 2003                            | 19 tháng 6 năm 2003  | 18 tháng 6 năm 2003  |
| Sonic Adventure 2: Battle                                                                   | Sonic Team                                        | Sega                                                                               | 2001-12-20JP     | 3 tháng 5 năm 2002                             | 20 tháng 12 năm 2001 | 11 tháng 2 năm 2002  |
| Sonic Gems Collection                                                                       | Sonic Team                                        | Sega                                                                               | 2005-08-11JP     | 30 tháng 9 năm 2005                            | 11 tháng 8 năm 2005  | 16 tháng 8 năm 2005  |
| Sonic Heroes                                                                                | Sonic Team USA                                    | Sega                                                                               | 2003-12-30JP     | 6 tháng 2 năm 2004                             | 30 tháng 12 năm 2003 | 5 tháng 1 năm 2004   |
| Sonic Mega Collection                                                                       | Sonic Team                                        | Sega                                                                               | 2002-11-10NA     | 7 tháng 3 năm 2003                             | 19 tháng 12 năm 2002 | 10 tháng 11 năm 2002 |
| Sonic Riders                                                                                | Sonic Team                                        | Sega                                                                               | 2006-02-21NA     | 17 tháng 3 năm 2006                            | 23 tháng 2 năm 2006  | 21 tháng 2 năm 2006  |
| Soulcalibur II                                                                              | Namco                                             | Namco                                                                              | 2003-03-27JP     | 26 tháng 9 năm 2003                            | 27 tháng 3 năm 2003  | 27 tháng 8 năm 2003  |
| Space Raiders                                                                               | Taito Corporation                                 | Taito Corporation Mastiff (North America)                                          | 2003-01-09JP     | Không phát hành                                | 9 tháng 1 năm 2003   | 19 tháng 4 năm 2004  |
| Spartan: Total Warrior                                                                      | The Creative Assembly                             | Sega                                                                               | 2005-10-07PAL    | 7 tháng 10 năm 2005                            | Không phát hành      | 27 tháng 10 năm 2005 |
| Spawn: Armageddon                                                                           | Point of View, Inc.                               | Namco Electronic Arts (EU)                                                         | 2003-11-21NA     | 12 tháng 3 năm 2004                            | Không phát hành      | 21 tháng 11 năm 2003 |
| Special Jinsei Game                                                                         | Takara                                            | Takara                                                                             | 2003-05-01JP     | Không phát hành                                | 1 tháng 5 năm 2003   | Không phát hành      |
| Speed Challenge: Jacques Villeneuve's Racing VisionPAL                                      | Ubisoft                                           | Ubisoft                                                                            | 2002-10-18PAL    | 18 tháng 10 năm 2002                           | Không phát hành      | Không phát hành      |
| Speed Kings                                                                                 | Climax Group                                      | Acclaim Entertainment                                                              | 2003-05-28NA     | 4 tháng 7 năm 2003                             | Không phát hành      | 28 tháng 5 năm 2003  |
| Sphinx and the Cursed Mummy                                                                 | Eurocom                                           | THQ                                                                                | 2003-11-10NA     | 20 tháng 2 năm 2004                            | Không phát hành      | 10 tháng 11 năm 2003 |
| Spider-Man                                                                                  | Treyarch                                          | Activision, Capcom                                                                 | 2002-04-15NA     | 7 tháng 6 năm 2002                             | 13 tháng 2 năm 2003  | 15 tháng 4 năm 2002  |
| Spider-Man 2                                                                                | Treyarch                                          | Activision                                                                         | 2004-06-28NA     | 9 tháng 7 năm 2004                             | Không phát hành      | 28 tháng 6 năm 2004  |
| Spirits & Spells •CastleweenPAL                                                             | Dreamcatcher Interactive                          | DreamCatcher InteractiveNA, WanadooPAL, MTOJP                                      | 2003-05-30PAL    | 30 tháng 5 năm 2003                            | 19 tháng 6 năm 2003  | 24 tháng 9 năm 2003  |
| SpongeBob SquarePants: Battle for Bikini Bottom                                             | Heavy Iron Studios                                | THQ                                                                                | 2003-10-31NA     | 28 tháng 11 năm 2003                           | Không phát hành      | 31 tháng 10 năm 2003 |
| SpongeBob SquarePants: Creature from the Krusty Krab                                        | Blitz Games                                       | THQ                                                                                | 2006-10-16NA     | 3 tháng 11 năm 2006                            | Không phát hành      | 16 tháng 10 năm 2006 |
| SpongeBob SquarePants: Lights, Camera, Pants!                                               | THQ Studio Australia                              | THQ                                                                                | 2005-10-21NA     | 18 tháng 11 năm 2005                           | Không phát hành      | 21 tháng 10 năm 2005 |
| The SpongeBob SquarePants Movie                                                             | Heavy Iron Studios                                | THQ                                                                                | 2004-10-28NA     | 4 tháng 2 năm 2005                             | Không phát hành      | 28 tháng 10 năm 2004 |
| SpongeBob SquarePants: Revenge of the Flying Dutchman                                       | Big Sky Software                                  | THQ                                                                                | 2002-12-18NA     | 28 tháng 3 năm 2003                            | Không phát hành      | 18 tháng 12 năm 2002 |
| Spy Hunter                                                                                  | Paradigm Entertainment, Point of View, Inc.       | Midway Games                                                                       | 2002-03-11NA     | 28 tháng 6 năm 2002                            | Không phát hành      | 11 tháng 3 năm 2002  |
| Spyro: A Hero's Tail                                                                        | Eurocom                                           | Vivendi Universal Games                                                            | 2004-11-03NA     | 26 tháng 11 năm 2004                           | Không phát hành      | 3 tháng 11 năm 2004  |
| Spyro: Enter the Dragonfly                                                                  | Equinox Digital Entertainment                     | Vivendi Universal Games                                                            | 2002-11-08NA     | 29 tháng 11 năm 2002                           | Không phát hành      | 8 tháng 11 năm 2002  |
| SSX 3                                                                                       | EA Canada                                         | EA Sports BIG                                                                      | 2003-10-20NA     | 31 tháng 10 năm 2003                           | 12 tháng 12 năm 2003 | 20 tháng 10 năm 2003 |
| SSX on Tour                                                                                 | EA Canada                                         | EA Sports BIG                                                                      | 2005-10-11NA     | 21 tháng 10 năm 2005                           | 17 tháng 11 năm 2005 | 11 tháng 10 năm 2005 |
| SSX Tricky                                                                                  | EA Canada                                         | EA Sports BIG                                                                      | 2001-12-02NA     | 12 tháng 7 năm 2002                            | 27 tháng 12 năm 2001 | 2 tháng 12 năm 2001  |
| Star Fox Adventures                                                                         | Rare                                              | Nintendo                                                                           | 2002-09-22NA     | 15 tháng 11 năm 2002AUS 22 tháng 11 năm 2002EU | 27 tháng 9 năm 2002  | 22 tháng 9 năm 2002  |
| Star Fox: Assault                                                                           | Namco                                             | Nintendo                                                                           | 2004-12-16JP     | 29 tháng 4 năm 2005EU 16 tháng 6 năm 2005AUS   | 16 tháng 12 năm 2004 | 14 tháng 2 năm 2005  |
| Star Wars: Bounty Hunter                                                                    | LucasArts                                         | LucasArts                                                                          | 2002-12-07NA     | 7 tháng 2 năm 2003                             | Không phát hành      | 7 tháng 12 năm 2002  |
| Star Wars Jedi Knight II: Jedi Outcast                                                      | Raven Software, Vicarious Visions                 | LucasArts                                                                          | 2002-11-20NA     | 22 tháng 11 năm 2002                           | Không phát hành      | 20 tháng 11 năm 2002 |
| Star Wars Rogue Squadron II: Rogue Leader                                                   | Factor 5                                          | LucasArts                                                                          | 2001-11-18NA     | 3 tháng 5 năm 2002                             | 22 tháng 3 năm 2002  | 18 tháng 11 năm 2001 |
| Star Wars Rogue Squadron III: Rebel Strike                                                  | Factor 5                                          | LucasArts                                                                          | 2003-10-15NA     | 7 tháng 11 năm 2003                            | 21 tháng 11 năm 2003 | 15 tháng 10 năm 2003 |
| Star Wars Rogue Squadron III: Rebel Strike Preview Disc                                     | Factor 5                                          | LucasArts                                                                          | 2003-10-28NA     | Không phát hành                                | Không phát hành      | 28 tháng 10 năm 2003 |
| Star Wars: The Clone Wars                                                                   | Pandemic Studios                                  | LucasArts                                                                          | 2002-10-28NA     | 15 tháng 11 năm 2002                           | 20 tháng 3 năm 2003  | 28 tháng 10 năm 2002 |
| Starsky & Hutch                                                                             | Mind's Eye Productions                            | Empire Interactive                                                                 | 2004-08-24NA     | 24 tháng 10 năm 2004                           | Không phát hành      | 24 tháng 8 năm 2004  |
| Street Hoops                                                                                | Black Ops Entertainment                           | Activision                                                                         | 2002-11-28NA     | Không phát hành                                | Không phát hành      | 28 tháng 11 năm 2002 |
| Street Racing Syndicate                                                                     | Eutechnyx                                         | Namco                                                                              | 2004-08-31NA     | 4 tháng 3 năm 2005                             | Không phát hành      | 31 tháng 8 năm 2004  |
| Strike Force Bowling                                                                        | Lab Rats                                          | Crave Entertainment                                                                | 2005-03-20NA     | Không phát hành                                | Không phát hành      | 20 tháng 3 năm 2005  |
| The Sum of All Fears                                                                        | Red Storm Entertainment                           | Ubisoft                                                                            | 2003-01-09NA     | 21 tháng 3 năm 2003                            | Không phát hành      | 9 tháng 1 năm 2003   |
| Summoner: A Goddess Reborn                                                                  | Volition                                          | THQ                                                                                | 2003-01-31NA     | 11 tháng 4 năm 2003                            | Không phát hành      | 31 tháng 1 năm 2003  |
| Super Bubble Pop                                                                            | Runecraft                                         | Jaleco                                                                             | 2003-01-03NA     | Không phát hành                                | Không phát hành      | 3 tháng 1 năm 2003   |
| Super Mario Strikers •Mario Smash FootballPAL                                               | Next Level Games                                  | Nintendo                                                                           | 2005-11-18EU     | 18 tháng 11 năm 2005EU 6 tháng 4 năm 2006AUS   | 19 tháng 1 năm 2006  | 5 tháng 12 năm 2005  |
| Super Mario Sunshine                                                                        | Nintendo Entertainment Analysis and Development   | Nintendo                                                                           | 2002-07-19JP     | 4 tháng 10 năm 2002EU 11 tháng 10 năm 2002AUS  | 19 tháng 7 năm 2002  | 25 tháng 8 năm 2002  |
| Super Monkey Ball                                                                           | Amusement Vision                                  | Sega                                                                               | 2001-09-14JP     | 3 tháng 5 năm 2002                             | 14 tháng 9 năm 2001  | 18 tháng 11 năm 2001 |
| Super Monkey Ball 2                                                                         | Amusement Vision                                  | Sega                                                                               | 2002-08-25NA     | 14 tháng 3 năm 2003                            | 21 tháng 11 năm 2002 | 25 tháng 8 năm 2002  |
| Super Monkey Ball Adventure                                                                 | Traveller's Tales                                 | Sega                                                                               | 2006-07-14PAL    | 14 tháng 7 năm 2006                            | Không phát hành      | 1 tháng 8 năm 2006   |
| Super Robot Wars GC                                                                         | Banpresto                                         | Banpresto                                                                          | 2004-12-16JP     | Không phát hành                                | 16 tháng 12 năm 2004 | Không phát hành      |
| Super Smash Bros. Melee                                                                     | HAL Laboratory                                    | Nintendo                                                                           | 2001-11-21JP     | 24 tháng 5 năm 2002                            | 21 tháng 11 năm 2001 | 2 tháng 12 năm 2001  |
| Superman: Shadow of Apokolips                                                               | Infogrames Sheffield House                        | Infogrames                                                                         | 2003-03-25NA     | 2 tháng 5 năm 2003                             | Không phát hành      | 25 tháng 3 năm 2003  |
| Surf's Up                                                                                   | Ubisoft Montreal                                  | Ubisoft                                                                            | 2007-06-01NA     | Không phát hành                                | Không phát hành      | 1 tháng 6 năm 2007   |
| Swingerz Golf •Ace GolfPAL                                                                  | Telenet Japan                                     | Eidos Interactive                                                                  | 2002-10-23NA     | 6 tháng 12 năm 2002                            | 28 tháng 11 năm 2002 | 23 tháng 10 năm 2002 |
| SX Superstar                                                                                | Climax Group                                      | AKA Acclaim                                                                        | 2003-06-30NA     | 4 tháng 7 năm 2003                             | Không phát hành      | 30 tháng 6 năm 2003  |
| Tak and the Power of Juju                                                                   | Avalanche Software                                | THQ                                                                                | 2003-10-15NA     | 12 tháng 3 năm 2004                            | Không phát hành      | 15 tháng 10 năm 2003 |
| Tak: The Great Juju Challenge                                                               | Avalanche Software                                | THQ                                                                                | 2005-09-19NA,PAL | 19 tháng 9 năm 2005                            | Không phát hành      | 19 tháng 9 năm 2005  |
| Tak 2: The Staff of Dreams                                                                  | Avalanche Software                                | THQ                                                                                | 2004-10-11NA     | 24 tháng 3 năm 2005                            | Không phát hành      | 11 tháng 10 năm 2004 |
| Tales of Symphonia                                                                          | Namco                                             | Namco                                                                              | 2003-08-29JP     | 19 tháng 11 năm 2004                           | 29 tháng 8 năm 2003  | 13 tháng 7 năm 2004  |
| Taxi 3PAL                                                                                   | Ubisoft                                           | Ubisoft                                                                            | 2003-08-28PAL    | 28 tháng 8 năm 2003                            | Không phát hành      | Không phát hành      |
| Taz: Wanted                                                                                 | Blitz Games                                       | Infogrames                                                                         | 2002-10-04PAL    | 4 tháng 10 năm 2002                            | Không phát hành      | 10 tháng 10 năm 2002 |
| Teen Titans                                                                                 | Artificial Mind and Movement                      | THQ Majesco Entertainment                                                          | 2006-05-24NA     | 10 tháng 11 năm 2006                           | Không phát hành      | 24 tháng 5 năm 2006  |
| Teenage Mutant Ninja Turtles                                                                | Konami                                            | Konami                                                                             | 2003-10-31NA     | 30 tháng 4 năm 2004                            | Không phát hành      | 31 tháng 10 năm 2003 |
| Teenage Mutant Ninja Turtles 2: Battle Nexus                                                | Konami                                            | Konami                                                                             | 2004-10-19NA     | 13 tháng 5 năm 2005                            | Không phát hành      | 19 tháng 10 năm 2004 |
| Teenage Mutant Ninja Turtles 3: Mutant Nightmare                                            | Konami                                            | Konami                                                                             | 2005-11-01NA     | Không phát hành                                | Không phát hành      | 1 tháng 11 năm 2005  |
| Tengai Makyō II: Manjimaru                                                                  | Hudson Soft                                       | Hudson Soft                                                                        | 2005-09-25JP     | Không phát hành                                | 25 tháng 9 năm 2005  | Không phát hành      |
| Tensai Bit-Kun: Gramon Battle                                                               | Taito                                             | Taito                                                                              | 2003-10-03JP     | Không phát hành                                | 3 tháng 10 năm 2003  | Không phát hành      |
| Terminator 3: The Redemption                                                                | Paradigm Entertainment                            | Atari                                                                              | 2004-09-06NA     | 24 tháng 9 năm 2004                            | 20 tháng 1 năm 2005  | 6 tháng 9 năm 2004   |
| Tetris Worlds                                                                               | Radical Entertainment                             | THQ                                                                                | 2002-06-23NA     | 27 tháng 9 năm 2002                            | 20 tháng 12 năm 2002 | 23 tháng 6 năm 2002  |
| Tiger Woods PGA Tour 2003                                                                   | EA Sports                                         | EA Sports                                                                          | 2002-10-27NA     | 6 tháng 12 năm 2002                            | Không phát hành      | 27 tháng 10 năm 2002 |
| Tiger Woods PGA Tour 2004                                                                   | EA Sports                                         | EA Sports                                                                          | 2003-09-22NA     | 26 tháng 9 năm 2003                            | Không phát hành      | 22 tháng 9 năm 2003  |
| Tiger Woods PGA Tour 2005                                                                   | EA Sports                                         | EA Sports                                                                          | 2004-09-20NA     | 24 tháng 9 năm 2004                            | Không phát hành      | 20 tháng 9 năm 2004  |
| Tiger Woods PGA Tour 06                                                                     | EA Sports                                         | EA Sports                                                                          | 2005-09-20NA     | 7 tháng 10 năm 2005                            | Không phát hành      | 20 tháng 9 năm 2005  |
| TimeSplitters 2                                                                             | Free Radical Design                               | Eidos Interactive                                                                  | 2002-10-16NA     | 1 tháng 11 năm 2002                            | Không phát hành      | 16 tháng 10 năm 2002 |
| TimeSplitters: Future Perfect                                                               | Free Radical Design                               | EA Games                                                                           | 2005-03-21NA     | 25 tháng 3 năm 2005                            | Không phát hành      | 21 tháng 3 năm 2005  |
| TMNT                                                                                        | Ubisoft Montreal                                  | Ubisoft                                                                            | 2007-03-20NA     | 22 tháng 3 năm 2007                            | Không phát hành      | 20 tháng 3 năm 2007  |
| TMNT: Mutant Melee                                                                          | Konami                                            | Konami                                                                             | 2005-03-16NA     | Không phát hành                                | Không phát hành      | 16 tháng 3 năm 2005  |
| Tom and Jerry: War of the Whiskers                                                          | VIS Entertainment                                 | NewKidCo                                                                           | 2003-01-04NA     | Không phát hành                                | Không phát hành      | 4 tháng 1 năm 2003   |
| Tom Clancy's Ghost Recon                                                                    | Red Storm Entertainment                           | Ubisoft                                                                            | 2003-02-09NA     | 28 tháng 3 năm 2003                            | Không phát hành      | 9 tháng 2 năm 2003   |
| Tom Clancy's Ghost Recon 2                                                                  | Red Storm Entertainment                           | Ubisoft                                                                            | 2005-03-15NA     | 24 tháng 3 năm 2005                            | Không phát hành      | 15 tháng 3 năm 2005  |
| Tom Clancy's Rainbow Six 3: Raven Shield                                                    | Ubisoft                                           | Ubisoft                                                                            | 2004-06-17NA     | 25 tháng 6 năm 2004                            | Không phát hành      | 17 tháng 6 năm 2004  |
| Tom Clancy's Rainbow Six: Lockdown                                                          | Red Storm Entertainment, Ubisoft                  | Ubisoft                                                                            | 2005-09-27NA     | 7 tháng 10 năm 2005                            | Không phát hành      | 27 tháng 9 năm 2005  |
| Tom Clancy's Splinter Cell                                                                  | Ubisoft                                           | Ubisoft                                                                            | 2003-04-10NA     | 6 tháng 6 năm 2003                             | Không phát hành      | 10 tháng 4 năm 2003  |
| Tom Clancy's Splinter Cell: Chaos Theory                                                    | Ubisoft                                           | Ubisoft                                                                            | 2005-03-31NA     | 1 tháng 4 năm 2005                             | Không phát hành      | 31 tháng 3 năm 2005  |
| Tom Clancy's Splinter Cell: Double Agent                                                    | Ubisoft                                           | Ubisoft                                                                            | 2006-10-26NA     | 27 tháng 10 năm 2006                           | Không phát hành      | 26 tháng 10 năm 2006 |
| Tom Clancy's Splinter Cell: Pandora Tomorrow                                                | Ubisoft                                           | Ubisoft                                                                            | 2004-07-20NA     | 30 tháng 7 năm 2004                            | Không phát hành      | 20 tháng 7 năm 2004  |
| Tomb Raider: Legend                                                                         | Crystal Dynamics                                  | Eidos Interactive                                                                  | 2006-11-14NA     | 1 tháng 12 năm 2006                            | Không phát hành      | 14 tháng 11 năm 2006 |
| Tonka: Rescue Patrol                                                                        | Lucky Chicken Games                               | TDK Mediactive Atari                                                               | 2003-11-18NA     | Không phát hành                                | Không phát hành      | 18 tháng 11 năm 2003 |
| Tony Hawk's American Wasteland                                                              | Neversoft                                         | Activision                                                                         | 2005-10-18NA     | 28 tháng 10 năm 2005                           | Không phát hành      | 18 tháng 10 năm 2005 |
| Tony Hawk's Pro Skater 3                                                                    | Neversoft                                         | Activision                                                                         | 2001-11-18NA     | 3 tháng 5 năm 2002                             | 27 tháng 6 năm 2003  | 18 tháng 11 năm 2001 |
| Tony Hawk's Pro Skater 4                                                                    | Neversoft                                         | Activision                                                                         | 2002-10-23NA     | 15 tháng 11 năm 2002                           | Không phát hành      | 23 tháng 10 năm 2002 |
| Tony Hawk's Underground                                                                     | Neversoft                                         | Activision                                                                         | 2003-10-27NA     | 21 tháng 11 năm 2003                           | Không phát hành      | 27 tháng 10 năm 2003 |
| Tony Hawk's Underground 2                                                                   | Neversoft                                         | Activision                                                                         | 2004-10-04NA     | 8 tháng 10 năm 2004                            | Không phát hành      | 4 tháng 10 năm 2004  |
| Top Angler: Real Bass Fishing                                                               | SIMS Co., Ltd.                                    | Xicat Interactive                                                                  | 2003-01-01NA     | 13 tháng 2 năm 2004                            | Không phát hành      | 1 tháng 1 năm 2003   |
| Top Gun: Combat Zones                                                                       | Digital Integration                               | Titus Software                                                                     | 2002-10-24NA     | 8 tháng 11 năm 2002                            | 26 tháng 12 năm 2002 | 24 tháng 10 năm 2002 |
| The Tower of Druaga                                                                         | Namco                                             | Namco                                                                              | 2003-12-05JP     | Không phát hành                                | 5 tháng 12 năm 2003  | Không phát hành      |
| TransWorld Surf: Next Wave                                                                  | Angel Studios                                     | Infogrames                                                                         | 2003-03-18NA     | Không phát hành                                | Không phát hành      | 18 tháng 3 năm 2003  |
| Trigger Man                                                                                 | Point of View, Inc.                               | Crave Entertainment                                                                | 2004-10-05NA     | Không phát hành                                | Không phát hành      | 5 tháng 10 năm 2004  |
| True Crime: New York City                                                                   | Luxoflux                                          | Activision                                                                         | 2005-11-15NA     | 25 tháng 11 năm 2005                           | Không phát hành      | 15 tháng 11 năm 2005 |
| True Crime: Streets of LA                                                                   | Luxoflux                                          | Activision                                                                         | 2003-11-03NA     | 21 tháng 11 năm 2003                           | Không phát hành      | 3 tháng 11 năm 2003  |
| Tube Slider                                                                                 | NDcube                                            | Interchannel                                                                       | 2003-04-17NA     | Không phát hành                                | Không phát hành      | 17 tháng 4 năm 2003  |
| Turok: Evolution                                                                            | Acclaim Studios Austin                            | Acclaim Entertainment                                                              | 2002-08-31NA     | 27 tháng 9 năm 2002                            | Không phát hành      | 31 tháng 8 năm 2002  |
| Ty the Tasmanian Tiger                                                                      | Krome Studios                                     | EA Games                                                                           | 2002-09-10NA     | 22 tháng 11 năm 2002                           | Không phát hành      | 10 tháng 9 năm 2002  |
| Ty the Tasmanian Tiger 2: Bush Rescue                                                       | Krome Studios                                     | EA Games                                                                           | 2004-10-12NA     | 5 tháng 11 năm 2004                            | Không phát hành      | 12 tháng 10 năm 2004 |
| Ty the Tasmanian Tiger 3: Night of the Quinkan                                              | Krome Studios                                     | Activision                                                                         | 2005-10-12NA     | Không phát hành                                | Không phát hành      | 12 tháng 10 năm 2005 |
| UEFA Champions League 2004-2005PAL                                                          | EA Sports                                         | EA Sports                                                                          | 2005-02-04PAL    | 4 tháng 2 năm 2005                             | Không phát hành      | Không phát hành      |
| Ultimate Fighting Championship: Throwdown                                                   | Crave Entertainment                               | CapcomJP, Crave EntertainmentNA, UbisoftPAL                                        | 2002-07-29NA     | 20 tháng 9 năm 2002                            | 5 tháng 9 năm 2002   | 29 tháng 7 năm 2002  |
| Ultimate Muscle: Legends vs. New Generation                                                 | Aki Corp.                                         | Bandai                                                                             | 2002-11-22JP     | Không phát hành                                | 22 tháng 11 năm 2002 | 5 tháng 6 năm 2003   |
| Ultimate Spider-Man                                                                         | Treyarch                                          | ActivisionNA,PAL, Taito CorporationJP                                              | 2005-09-21NA     | 14 tháng 10 năm 2005                           | 29 tháng 6 năm 2006  | 21 tháng 9 năm 2005  |
| Universal Studios Theme Parks Adventure                                                     | Kemco                                             | Kemco                                                                              | 2001-12-07JP     | 3 tháng 5 năm 2002                             | 7 tháng 12 năm 2001  | 18 tháng 12 năm 2001 |
| The Urbz: Sims in the City                                                                  | Maxis                                             | EA Games                                                                           | 2004-11-09NA     | 12 tháng 11 năm 2004                           | 13 tháng 1 năm 2005  | 9 tháng 11 năm 2004  |
| V-Rally 3JP,PAL                                                                             | Eden Studios                                      | Infogrames                                                                         | 2003-06-25PAL    | 25 tháng 6 năm 2003                            | 10 tháng 7 năm 2003  | Không phát hành      |
| Vexx                                                                                        | Acclaim Studios Austin                            | Acclaim Entertainment                                                              | 2003-02-10NA     | 4 tháng 4 năm 2003                             | Không phát hành      | 10 tháng 2 năm 2003  |
| Viewtiful Joe                                                                               | Clover Studio                                     | Capcom                                                                             | 2003-06-26JP     | 24 tháng 10 năm 2003                           | 26 tháng 6 năm 2003  | 7 tháng 10 năm 2003  |
| Viewtiful Joe 2                                                                             | Clover Studio                                     | Capcom                                                                             | 2004-11-18NA     | 1 tháng 4 năm 2005                             | 16 tháng 12 năm 2004 | 18 tháng 11 năm 2004 |
| Viewtiful Joe: Red Hot Rumble                                                               | Clover Studio                                     | Capcom                                                                             | 2005-09-29JP     | 10 tháng 3 năm 2006                            | 29 tháng 9 năm 2005  | 8 tháng 11 năm 2005  |
| Virtua Quest                                                                                | Sega-AM2                                          | Sega                                                                               | 2004-08-26JP     | Không phát hành                                | 26 tháng 8 năm 2004  | 19 tháng 1 năm 2005  |
| Virtua Striker 2002                                                                         | Amusement Vision                                  | Sega                                                                               | 2002-02-14JP     | 24 tháng 5 năm 2002                            | 14 tháng 2 năm 2002  | 20 tháng 5 năm 2002  |
| Wallace & Gromit in Project Zoo                                                             | Frontier Developments                             | BAM! Entertainment                                                                 | 2003-10-03PAL    | 3 tháng 10 năm 2003                            | Không phát hành      | 14 tháng 10 năm 2003 |
| Wario World                                                                                 | Treasure                                          | Nintendo                                                                           | 2003-06-20PAL    | 20 tháng 6 năm 2003                            | 27 tháng 5 năm 2004  | 24 tháng 6 năm 2003  |
| WarioWare, Inc.: Mega Party Game$                                                           | Intelligent Systems                               | Nintendo                                                                           | 2003-10-17JP     | 3 tháng 9 năm 2004                             | 17 tháng 10 năm 2003 | 6 tháng 4 năm 2004   |
| Warrior Blade: Rastan vs. Barbarian                                                         | Saffire                                           | Titus Japan K.K. Taito Corporation                                                 | 2003-03-27JP     | Không phát hành                                | 27 tháng 3 năm 2003  | Không phát hành      |
| Wave Race: Blue Storm                                                                       | Nintendo Software Technology                      | Nintendo                                                                           | 2001-09-14JP     | 3 tháng 5 năm 2002                             | 14 tháng 9 năm 2001  | 18 tháng 11 năm 2001 |
| Whirl Tour                                                                                  | Papaya Studio                                     | Crave Entertainment                                                                | 2002-11-12NA     | 31 tháng 3 năm 2003                            | Không phát hành      | 12 tháng 11 năm 2002 |
| Winnie the Pooh's Rumbly Tumbly Adventure                                                   | Phoenix Studio                                    | Ubisoft                                                                            | 2005-02-08NA     | 8 tháng 3 năm 2005                             | Không phát hành      | 8 tháng 2 năm 2005   |
| World Series of Poker                                                                       | Left Field Productions                            | Activision                                                                         | 2005-09-14NA     | Không phát hành                                | Không phát hành      | 14 tháng 9 năm 2005  |
| World Soccer Winning Eleven 6 Final Evolution                                               | Konami                                            | Konami                                                                             | 2003-01-30JP     | Không phát hành                                | 30 tháng 1 năm 2003  | Không phát hành      |
| Worms 3D                                                                                    | Team17                                            | Sega (EU) Acclaim Entertainment (NA)                                               | 2003-10-31PAL    | 31 tháng 10 năm 2003                           | Không phát hành      | 11 tháng 3 năm 2004  |
| Worms Blast                                                                                 | Team17                                            | Ubisoft                                                                            | 2002-09-13PAL    | 13 tháng 9 năm 2002                            | Không phát hành      | 24 tháng 10 năm 2002 |
| Wreckless: The Yakuza Missions                                                              | Bunkasha Games                                    | Activision                                                                         | 2002-11-13NA     | 22 tháng 11 năm 2002                           | Không phát hành      | 13 tháng 11 năm 2002 |
| WTA Tour Tennis •Pro Tennis WTA TourPAL                                                     | Konami                                            | Konami                                                                             | 2002-08-29JP     | 13 tháng 9 năm 2002                            | 29 tháng 8 năm 2002  | 24 tháng 9 năm 2002  |
| WWE Crush Hour                                                                              | Pacific Data Power & Light                        | THQ                                                                                | 2003-03-17NA     | 15 tháng 5 năm 2003                            | Không phát hành      | 17 tháng 3 năm 2003  |
| WWE Day of Reckoning                                                                        | Yuke's                                            | THQ, Yuke's                                                                        | 2004-08-30NA     | 17 tháng 9 năm 2004                            | 13 tháng 1 năm 2005  | 30 tháng 8 năm 2004  |
| WWE Day of Reckoning 2                                                                      | Yuke's                                            | THQ                                                                                | 2005-08-29NA     | 23 tháng 9 năm 2005                            | Không phát hành      | 29 tháng 8 năm 2005  |
| WWE WrestleMania X8                                                                         | Yuke's                                            | THQ, Yuke's                                                                        | 2002-06-09NA     | 27 tháng 9 năm 2002                            | 6 tháng 9 năm 2002   | 9 tháng 6 năm 2002   |
| WWE WrestleMania XIX                                                                        | Yuke's                                            | THQ, Yuke's                                                                        | 2003-09-08NA     | 19 tháng 9 năm 2003                            | 7 tháng 11 năm 2003  | 8 tháng 9 năm 2003   |
| X-Men Legends                                                                               | Raven Software                                    | Activision                                                                         | 2004-09-21NA     | 22 tháng 10 năm 2004                           | Không phát hành      | 21 tháng 9 năm 2004  |
| X-Men Legends II: Rise of Apocalypse                                                        | Raven Software                                    | Activision                                                                         | 2005-09-20NA     | 14 tháng 10 năm 2005                           | Không phát hành      | 20 tháng 9 năm 2005  |
| X-Men: Next Dimension                                                                       | Exakt Entertainment                               | Activision                                                                         | 2002-10-15NA     | 29 tháng 11 năm 2002                           | Không phát hành      | 15 tháng 10 năm 2002 |
| X-Men: The Official Game                                                                    | Hypnos Entertainment                              | Activision                                                                         | 2006-05-16NA     | 19 tháng 5 năm 2006                            | Không phát hành      | 16 tháng 5 năm 2006  |
| X2: Wolverine's Revenge •X-Men 2: Wolverine's RevengePAL                                    | GenePool Software                                 | Activision                                                                         | 2003-04-14NA     | 17 tháng 4 năm 2003                            | Không phát hành      | 14 tháng 4 năm 2003  |
| XGRA: Extreme-G Racing Association                                                          | Acclaim Studios Cheltenham                        | Acclaim Entertainment                                                              | 2003-11-24NA     | 5 tháng 3 năm 2004                             | Không phát hành      | 24 tháng 11 năm 2003 |
| XIII                                                                                        | Ubisoft Paris                                     | Ubisoft                                                                            | 2003-11-24NA     | 28 tháng 11 năm 2003                           | Không phát hành      | 24 tháng 11 năm 2003 |
| Yu-Gi-Oh! The Falsebound Kingdom                                                            | Konami                                            | Konami                                                                             | 2002-12-05JP     | 19 tháng 11 năm 2004                           | 5 tháng 12 năm 2002  | 4 tháng 11 năm 2003  |
| Zapper: One Wicked Cricket                                                                  | Blitz Games                                       | Infogrames                                                                         | 2002-11-03NA     | 14 tháng 3 năm 2003                            | Không phát hành      | 3 tháng 11 năm 2002  |
| Zatch Bell! Mamodo Battles                                                                  | Eighting                                          | Bandai                                                                             | 2005-03-24JP     | Không phát hành                                | 24 tháng 3 năm 2005  | 19 tháng 10 năm 2005 |
| Zatch Bell! Mamodo Fury                                                                     | Mechanic Arms                                     | BandaiJP, Namco Bandai GamesNA                                                     | 2006-12-12NA     | Không phát hành                                | Không phát hành      | 12 tháng 12 năm 2006 |
| Zoids Vs.                                                                                   | Tomy                                              | Tomy                                                                               | 2002-09-06JP     | Không phát hành                                | 6 tháng 9 năm 2002   | Không phát hành      |
| Zoids Vs. III                                                                               | Tomy                                              | Tomy                                                                               | 2004-09-30JP     | Không phát hành                                | 30 tháng 9 năm 2004  | Không phát hành      |
| Zoids: Battle Legends                                                                       | Tomy                                              | TomyJP, AtariNA                                                                    | 2003-09-05JP     | Không phát hành                                | 5 tháng 9 năm 2003   | 4 tháng 9 năm 2004   |
| Zoids: Full Metal Crash                                                                     | Tomy                                              | Tomy                                                                               | 2005-10-27JP     | Không phát hành                                | 27 tháng 10 năm 2005 | Không phát hành      |
| ZooCube                                                                                     | PuzzleKings                                       | Acclaim Entertainment                                                              | 2002-05-05NA     | 30 tháng 8 năm 2002                            | 25 tháng 10 năm 2002 | 5 tháng 5 năm 2002   |